# Biserica reformată din Berghia

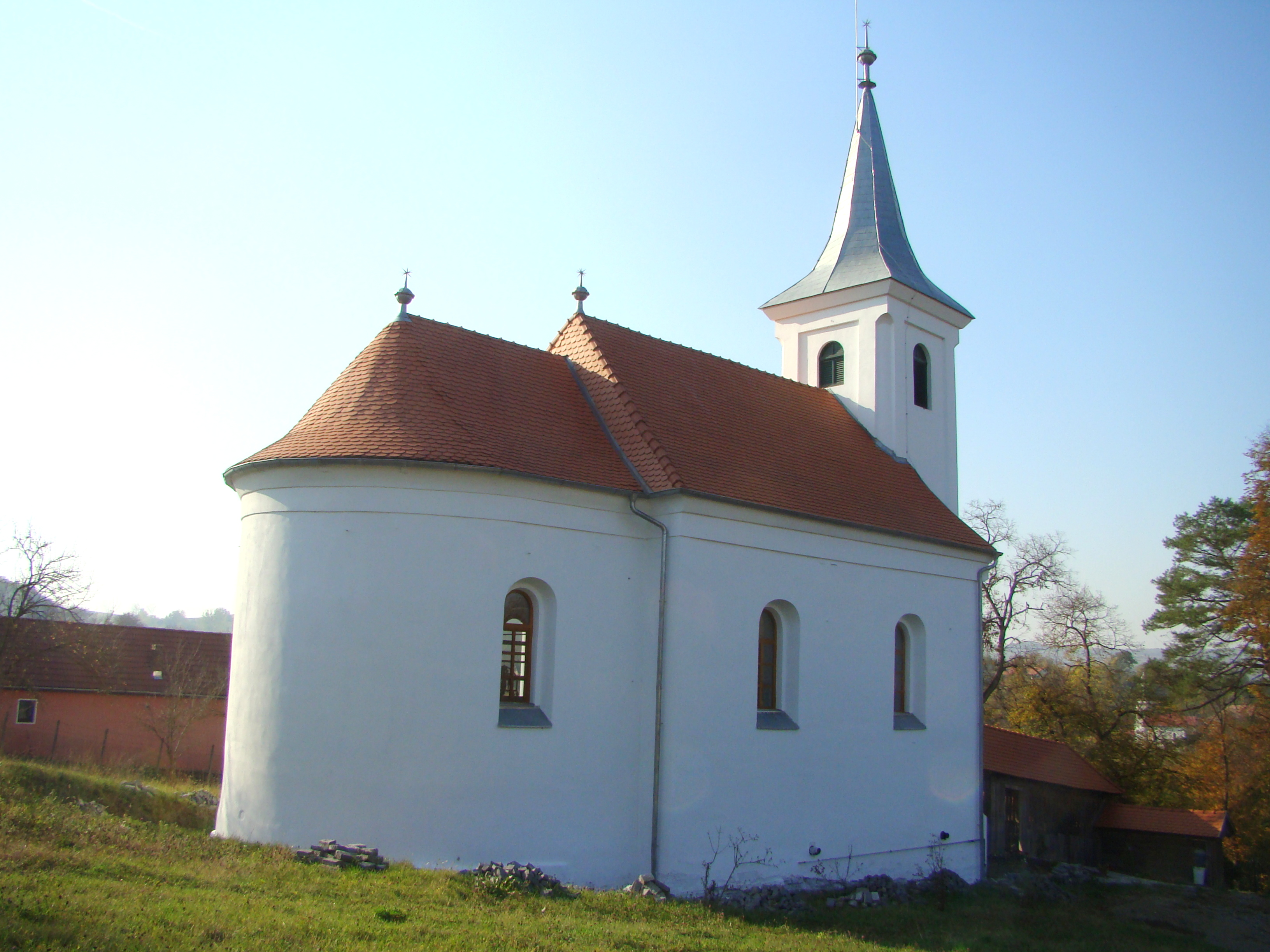
Biserica reformată din Berghia, comuna Pănet, județul Mureș, foto: octombrie 2019.

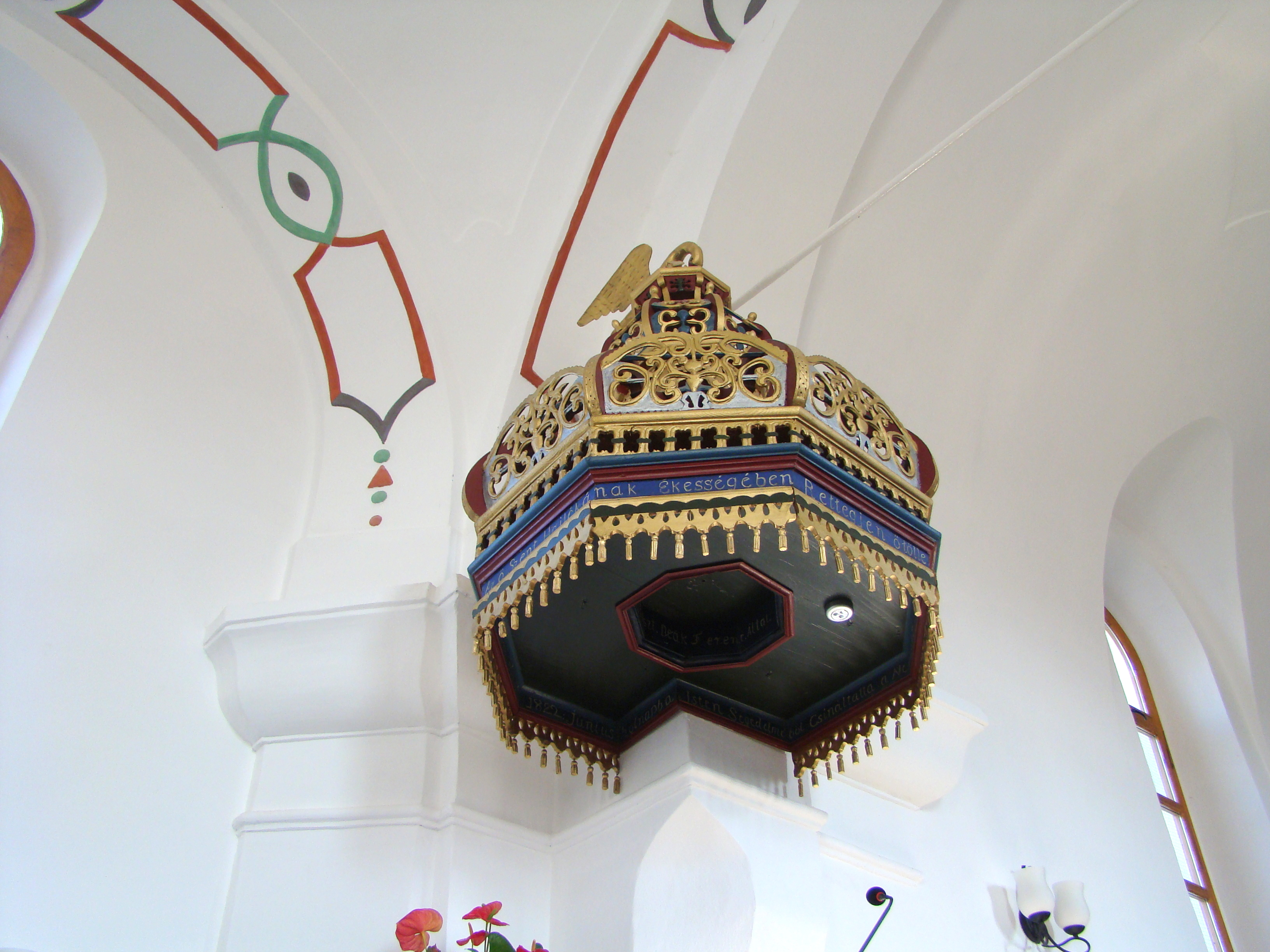
Coronamentul amvonului

Biserica reformată din Berghia este un lăcaș de cult aflat pe teritoriul satului Berghia, comuna Pănet. A fost construită în 1786, înlocuind vechea biserică medievală.

## Localitatea
Berghia (în maghiară Mezőbergenye) este un sat în comuna Pănet din județul Mureș, Transilvania, România. Menționat pentru prima dată în anul 1334 sub numele de Bergune.

## Biserica
Clopotul bisericii este din 1530, cu inscripția: „Christus Rex Venit in pace, Deivs homo factus est. 1530“.
Biserica medievală este menționată în 1643, dar între 1786 și 1789 a fost construită actuala biserică.  
Amvonul din cărămidă a fost finalizat în 1827. 
Fondul documentar al parohiei reformate Berghia este datat între 1767 și 1945. 
Biserica a fost renovată după un proces de restaurare care a durat trei ani și jumătate, cu fonduri obținute din donații și din partea guvernului maghiar.

## Imagini din exterior

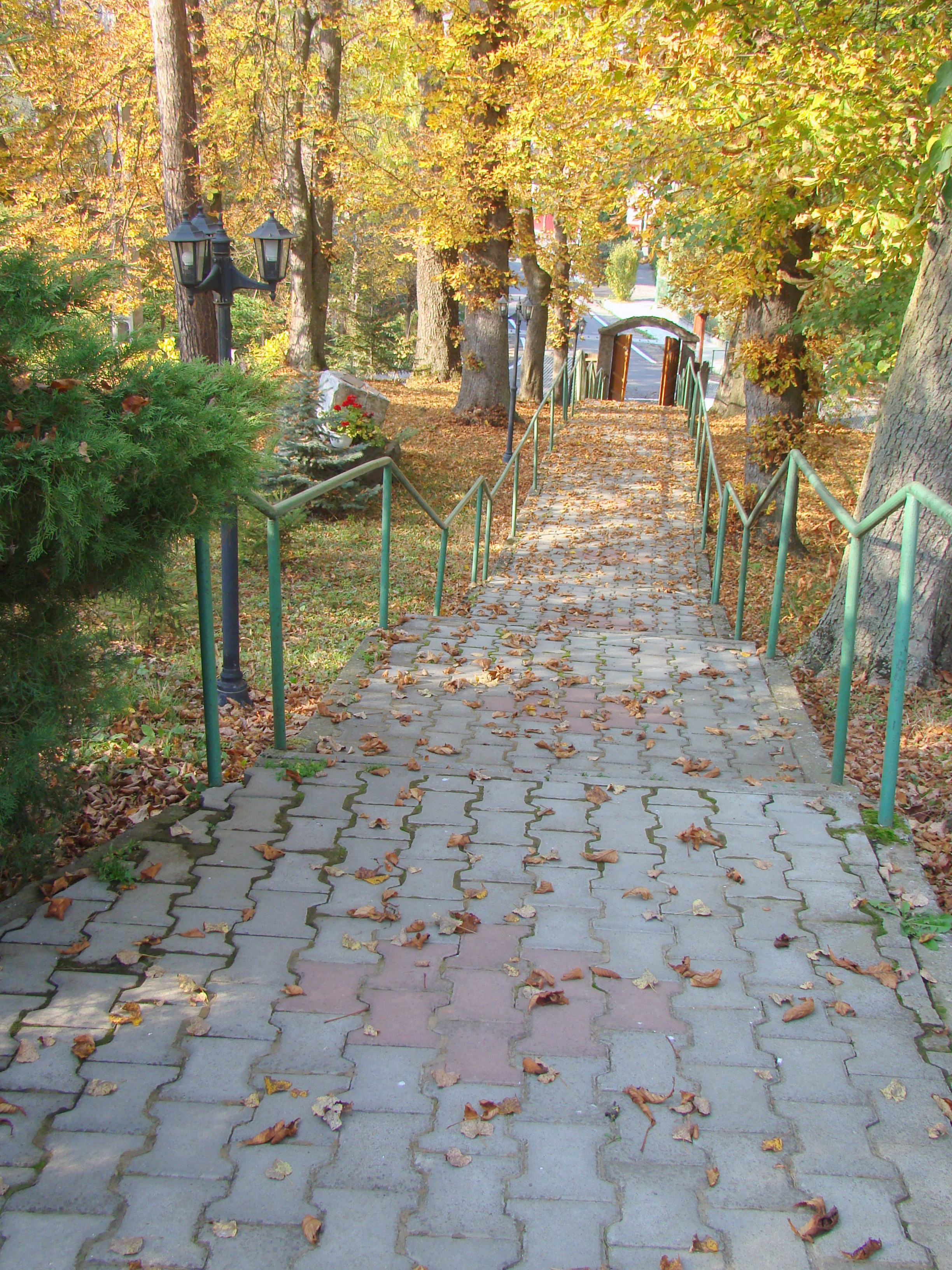
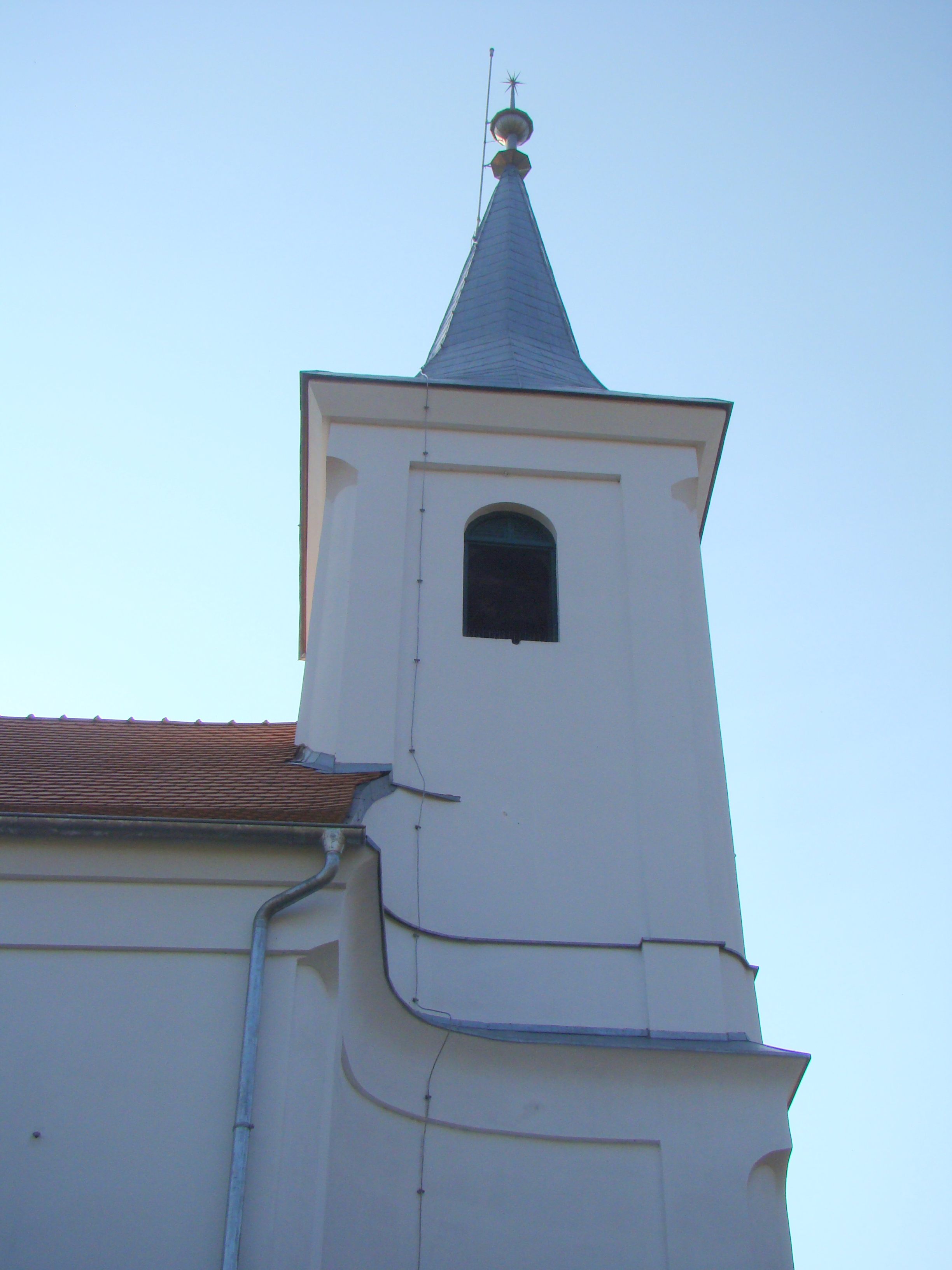
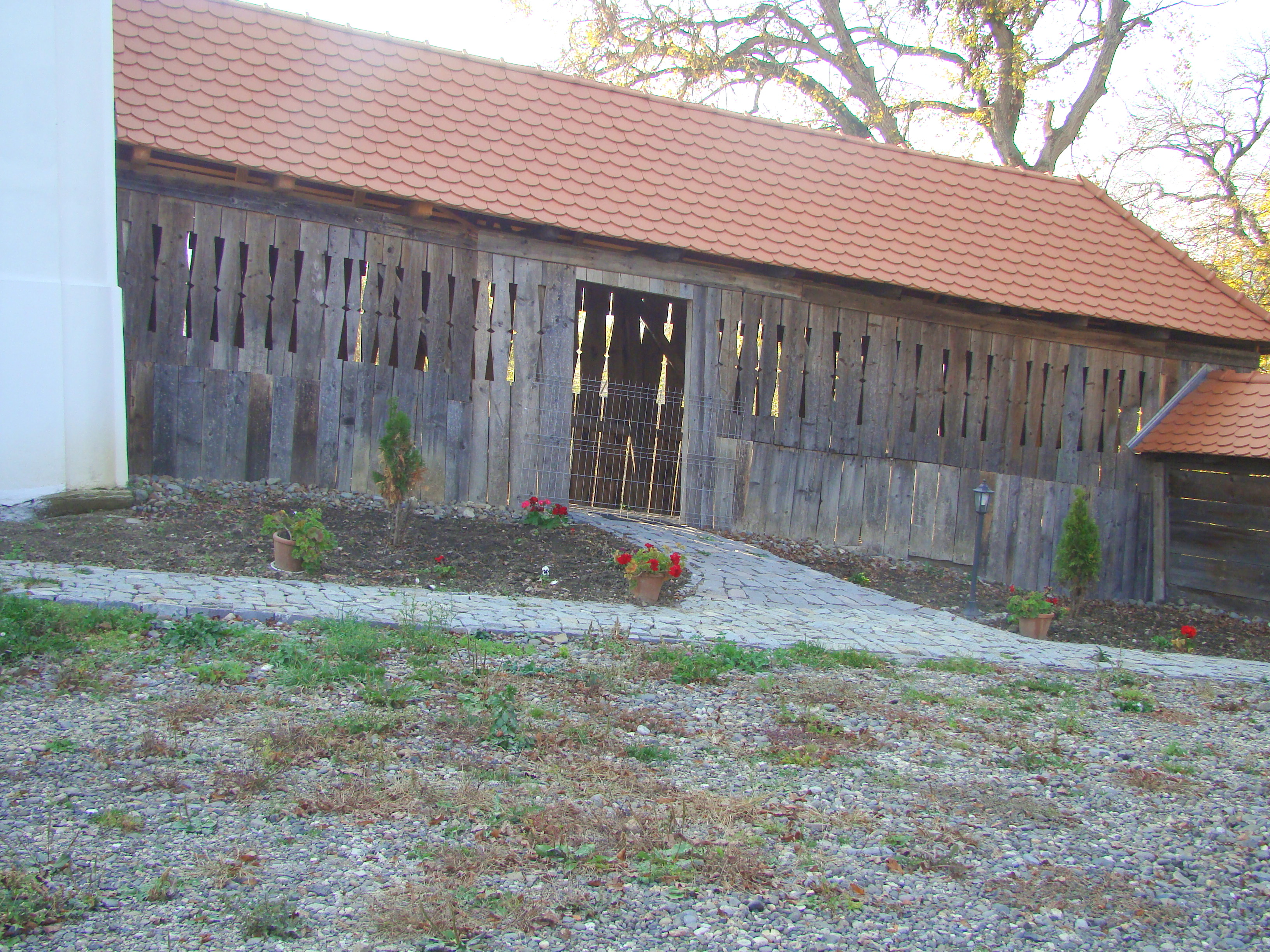
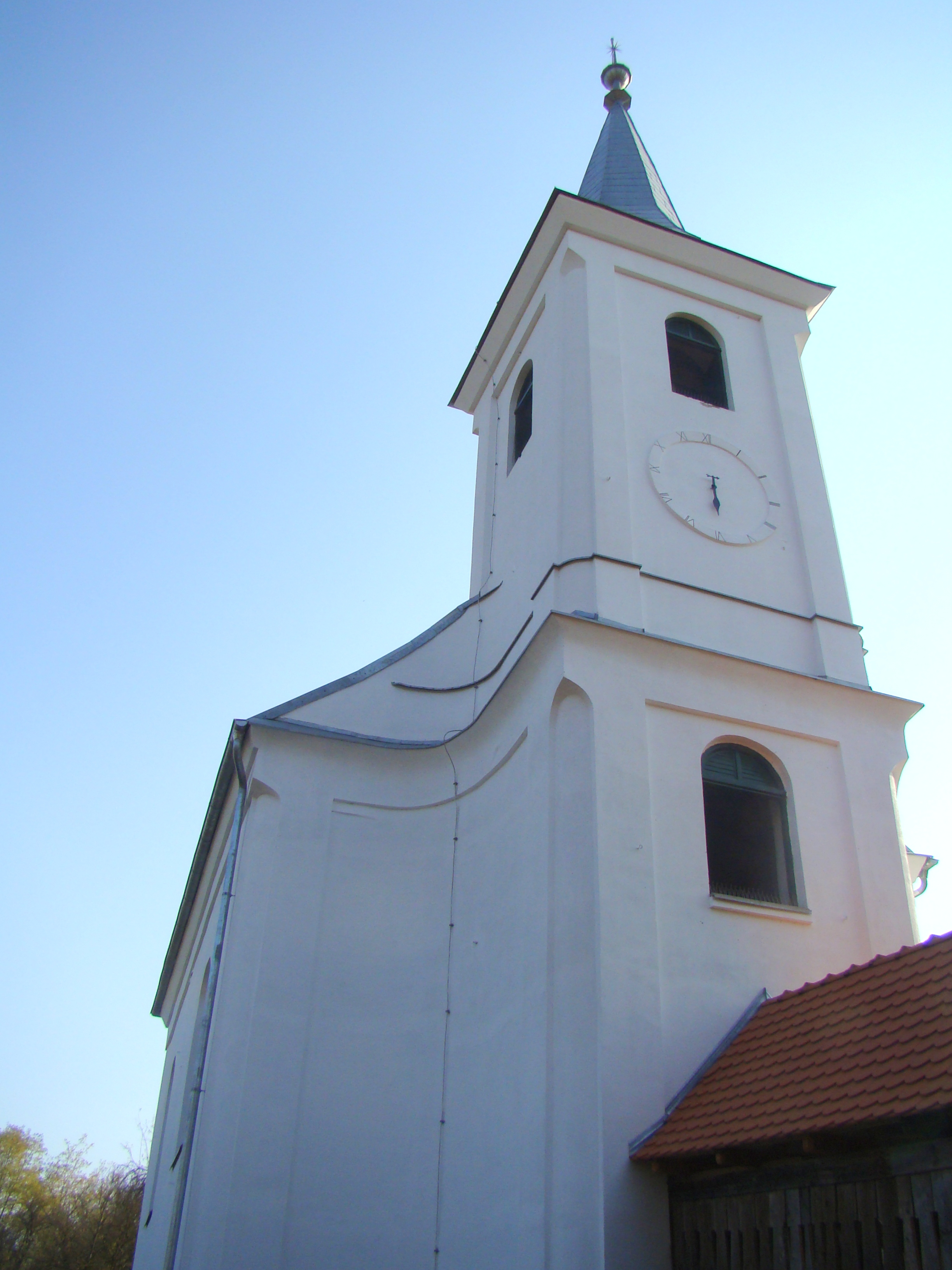
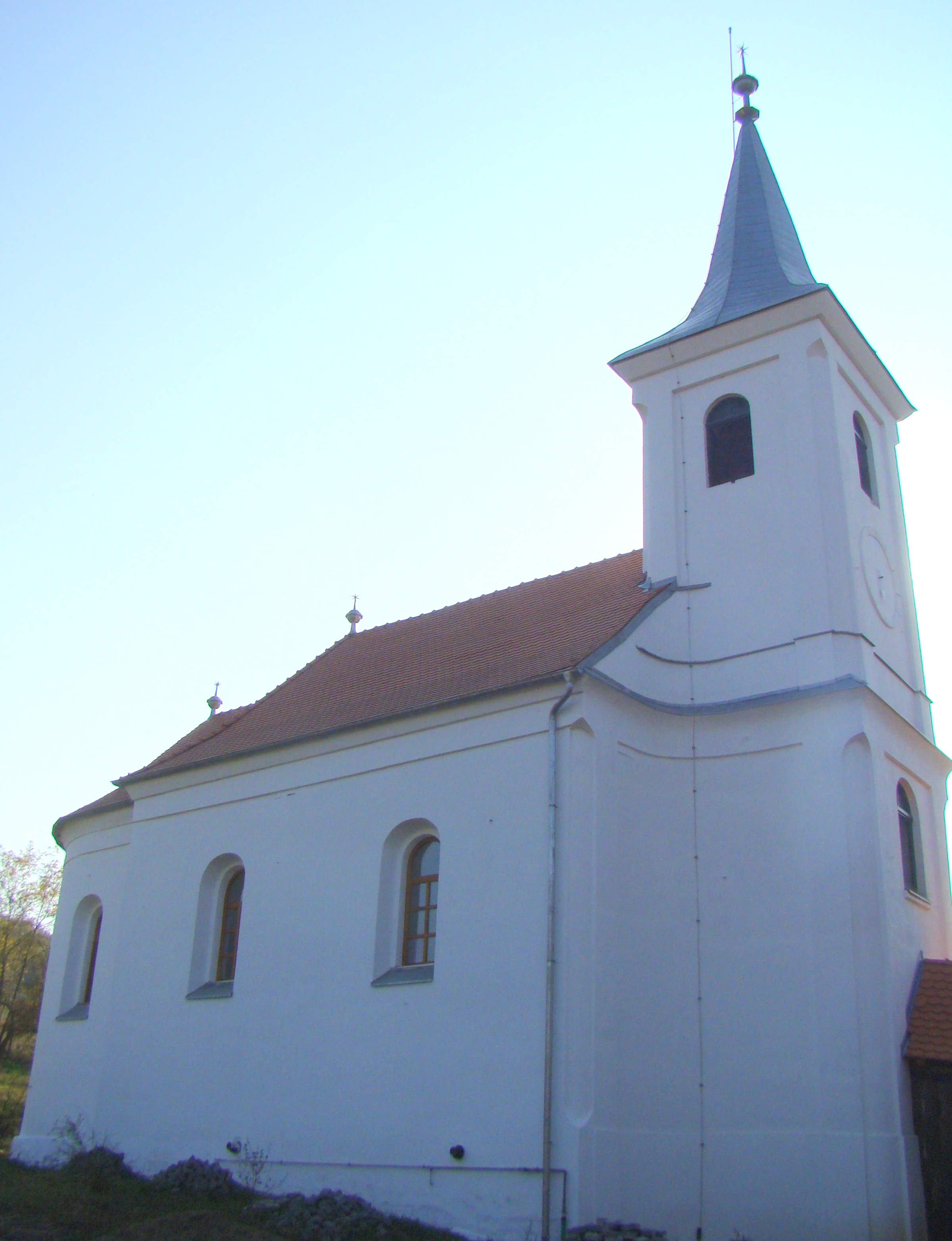
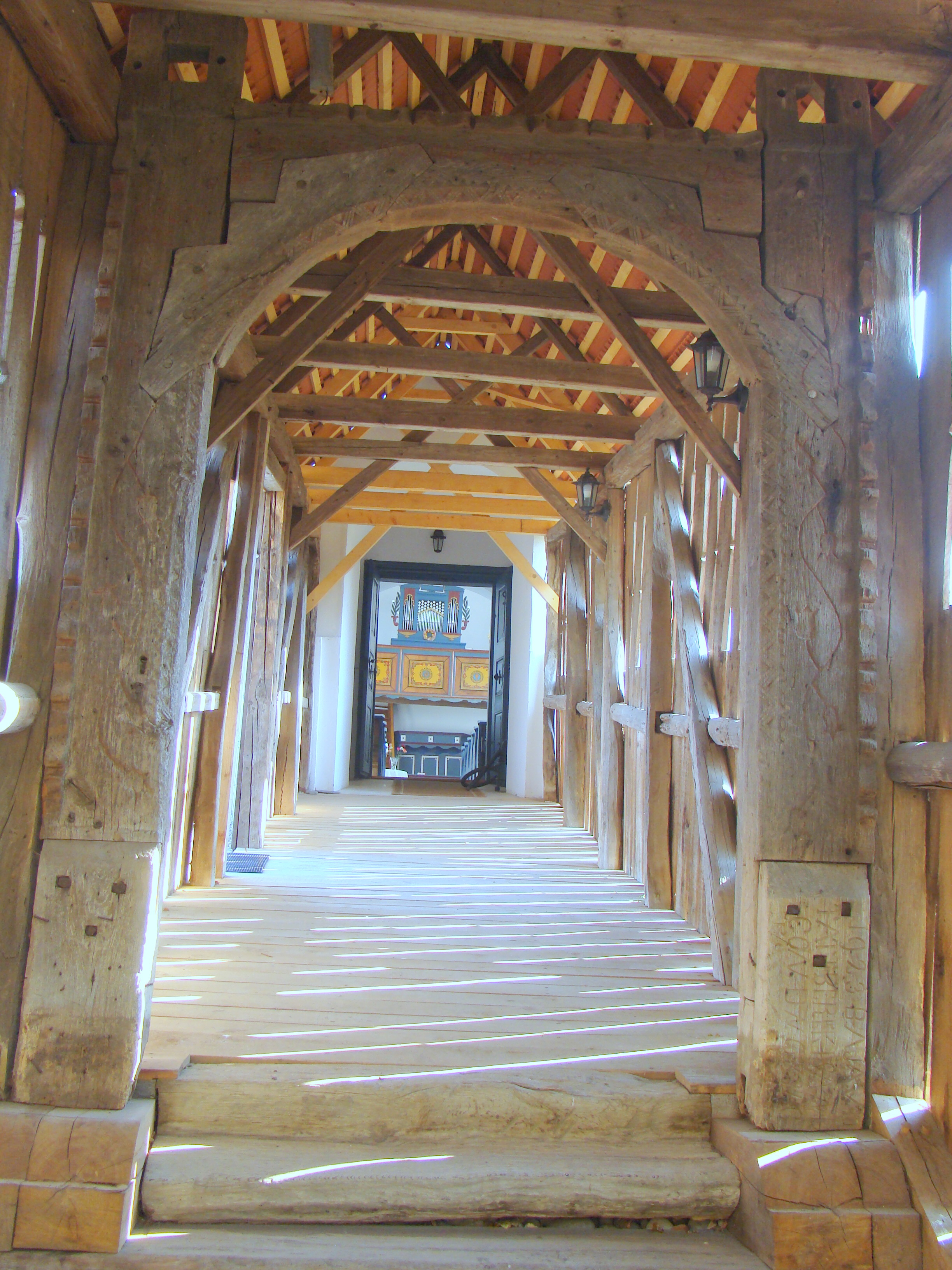
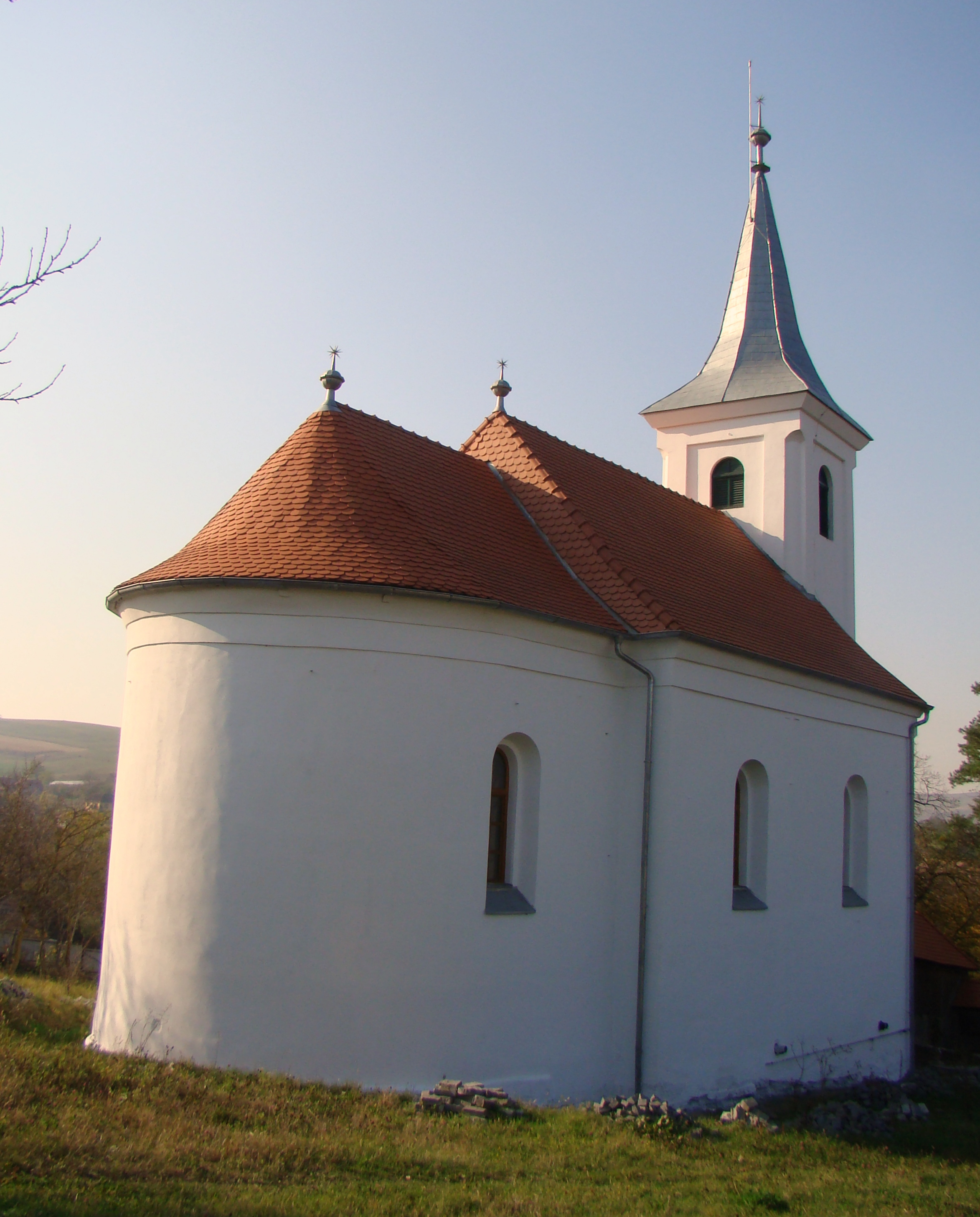
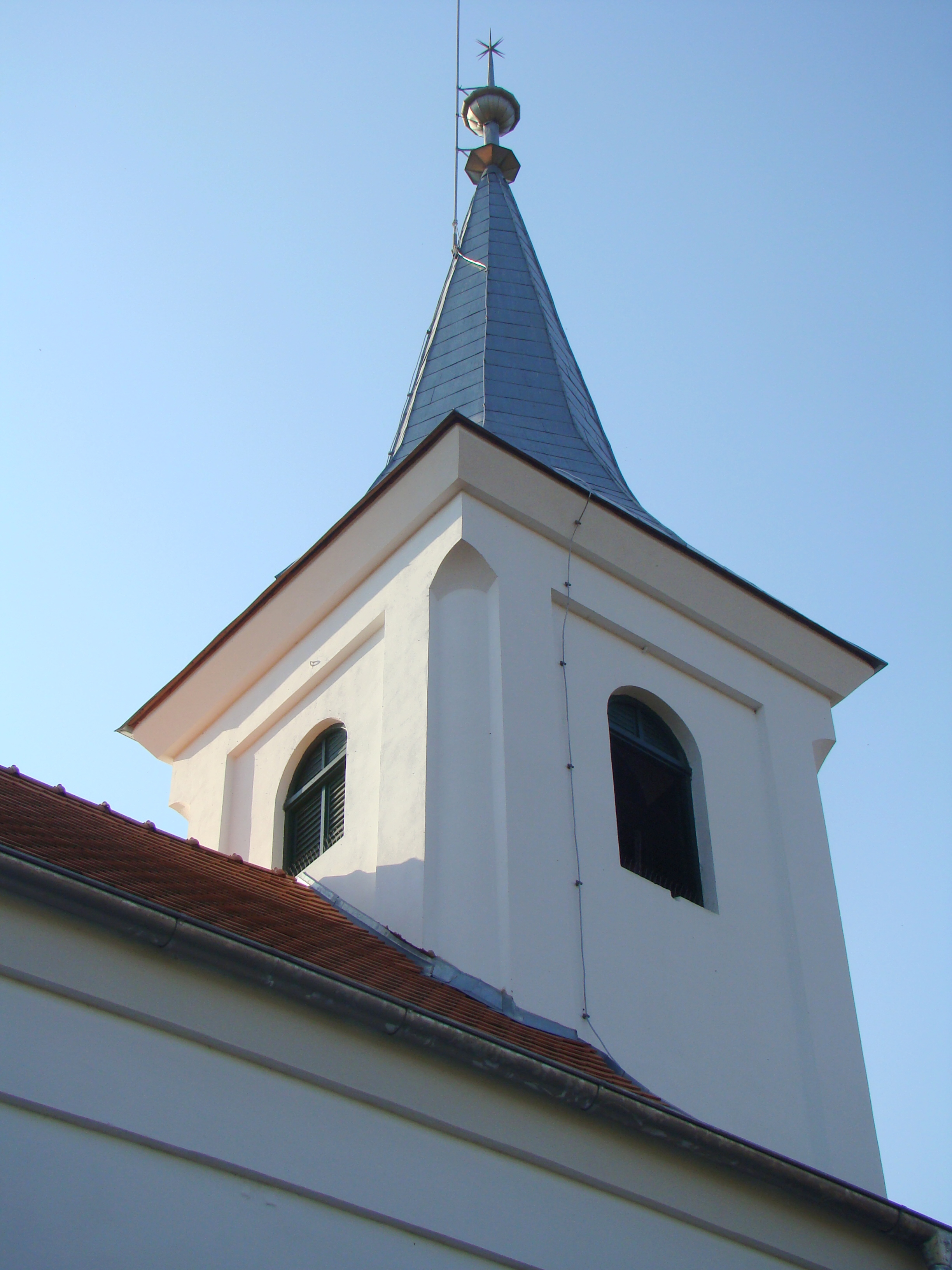
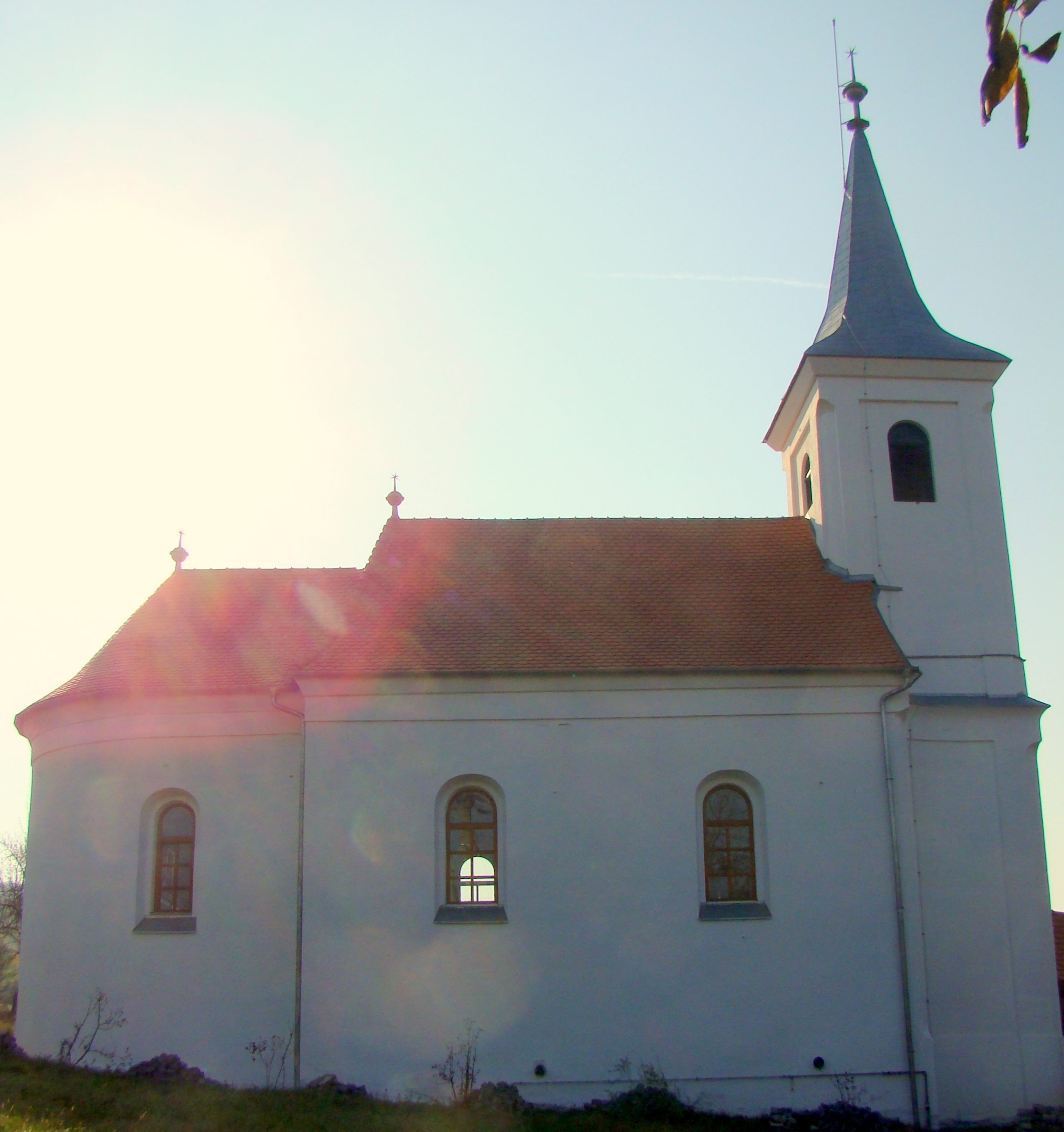
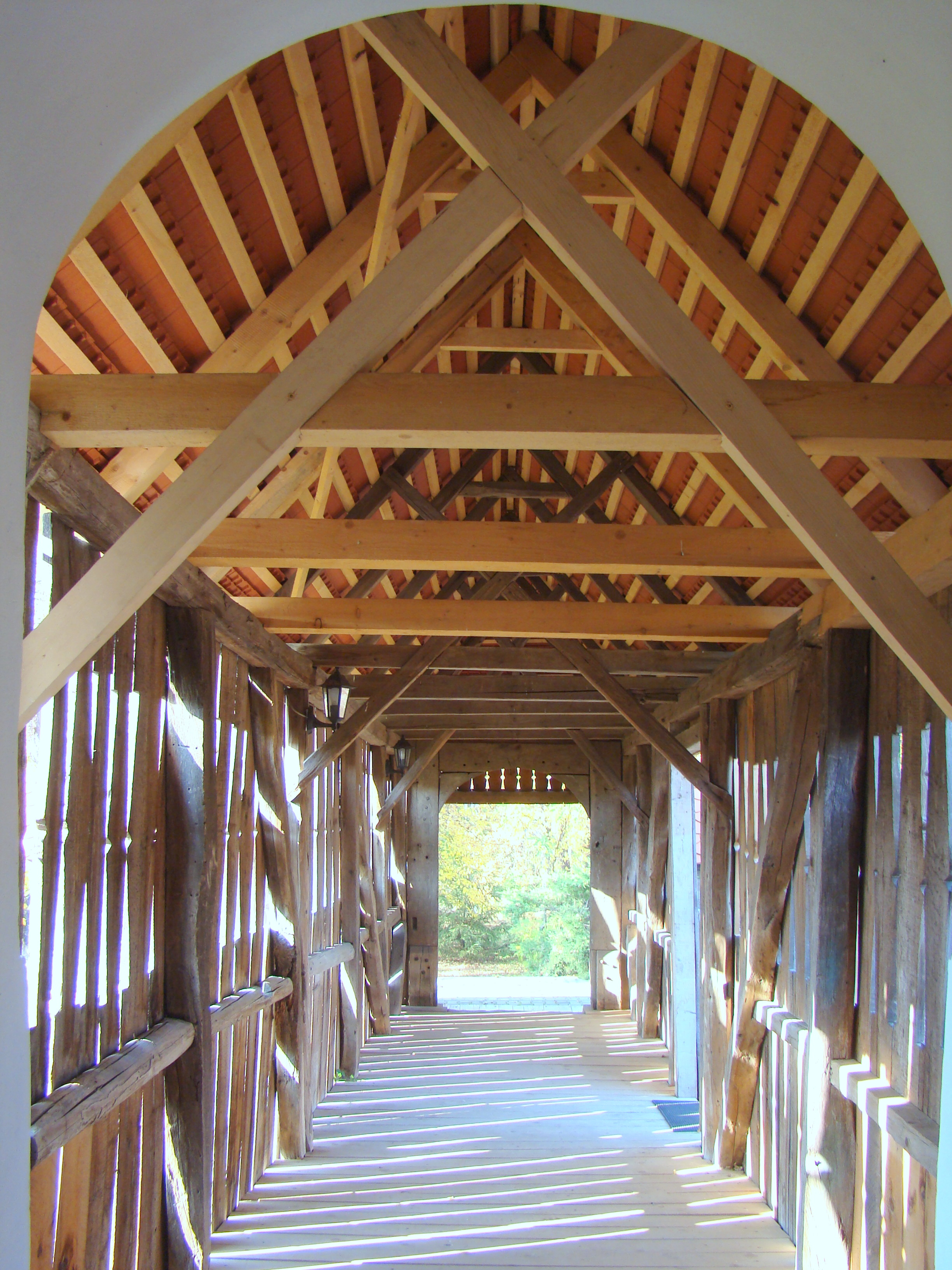

## Imagini din interior

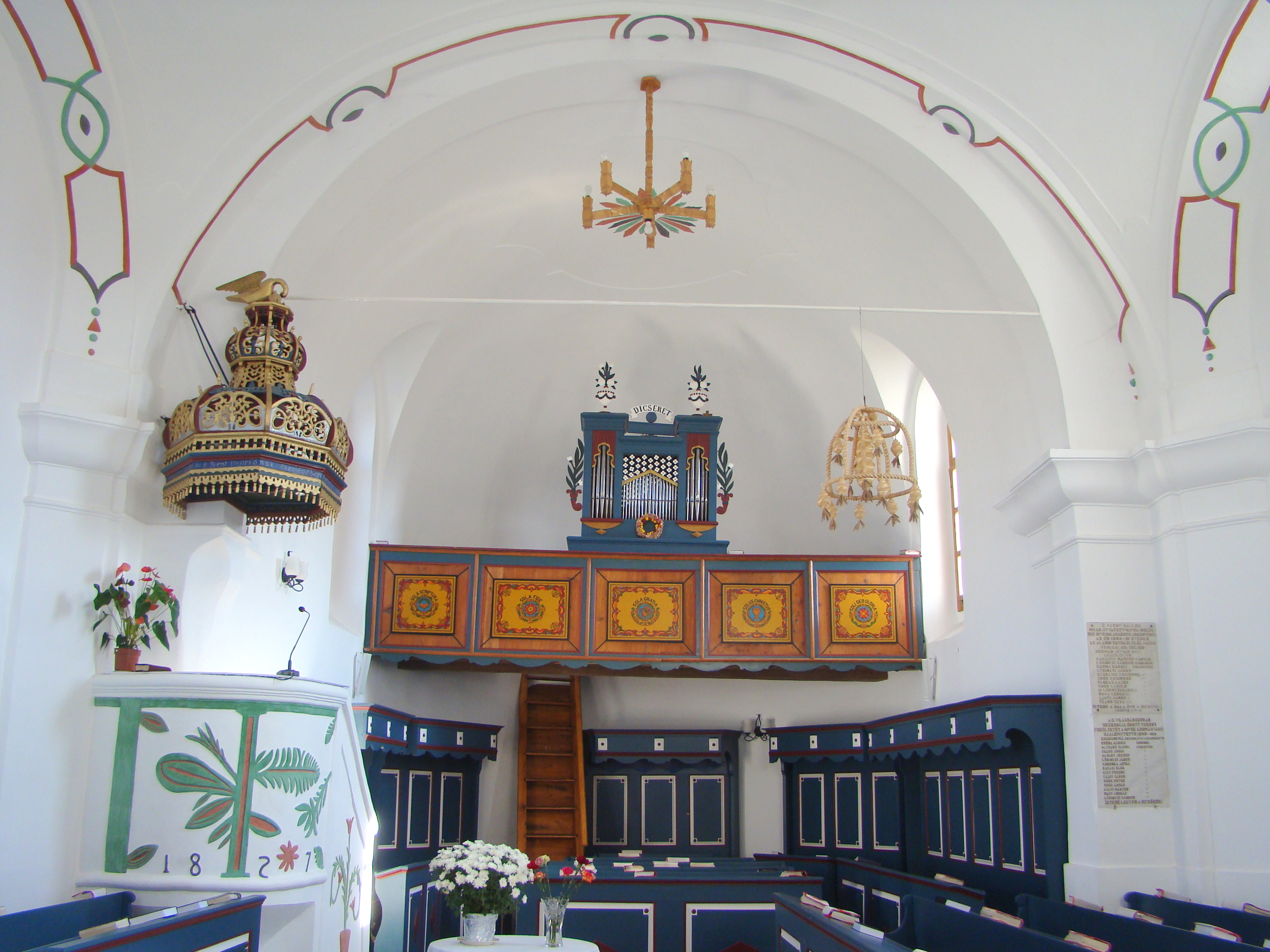
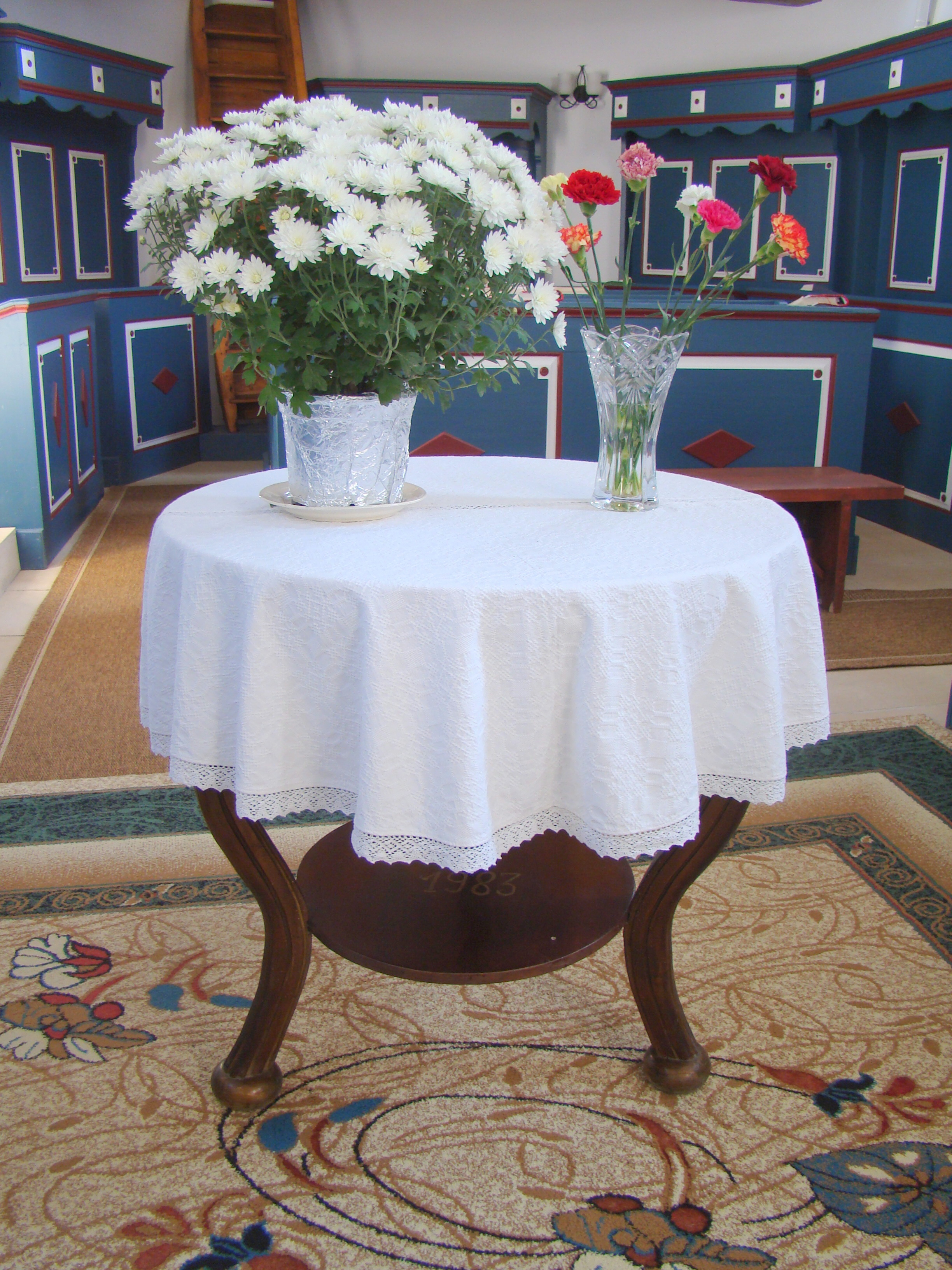
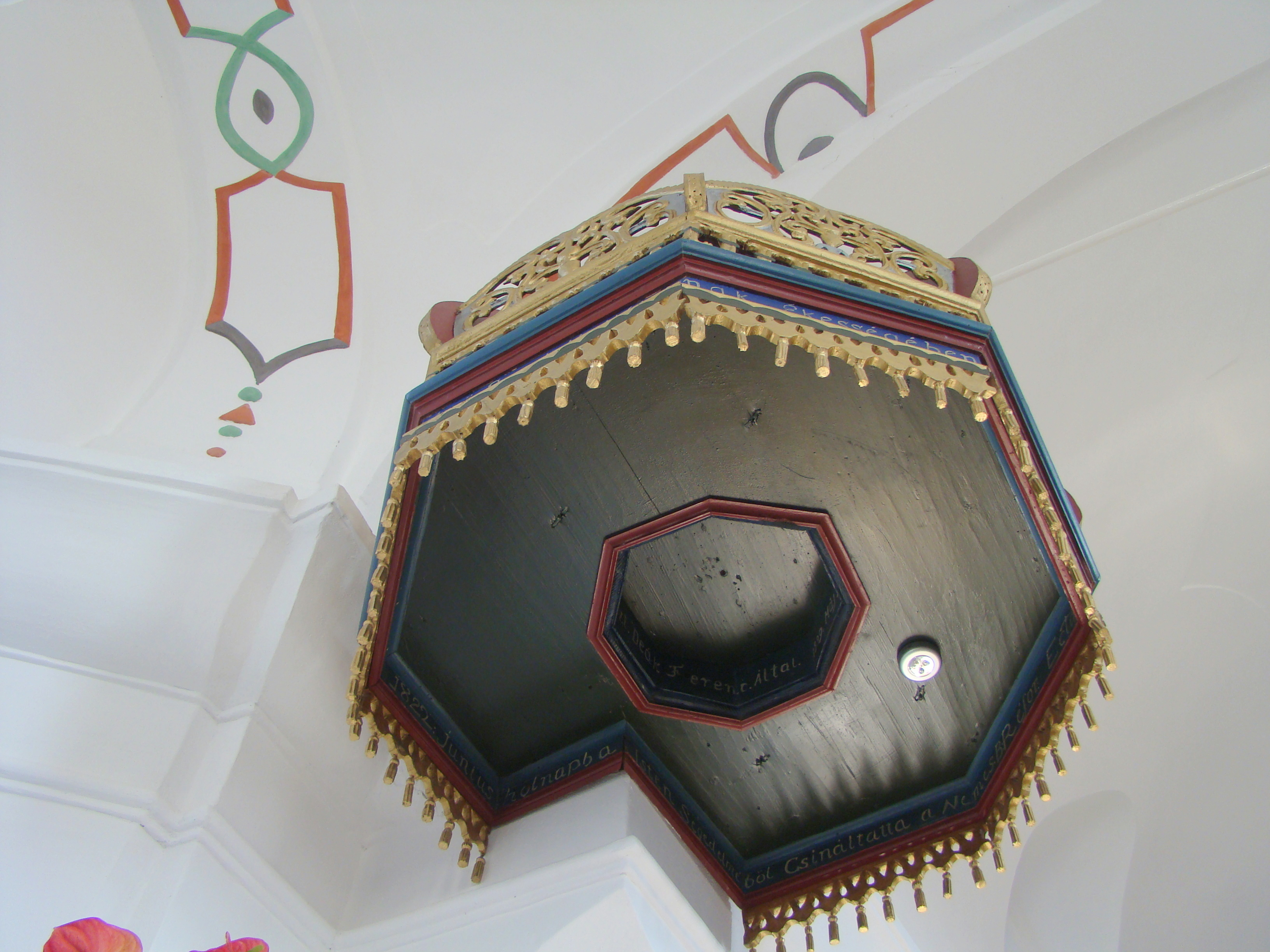
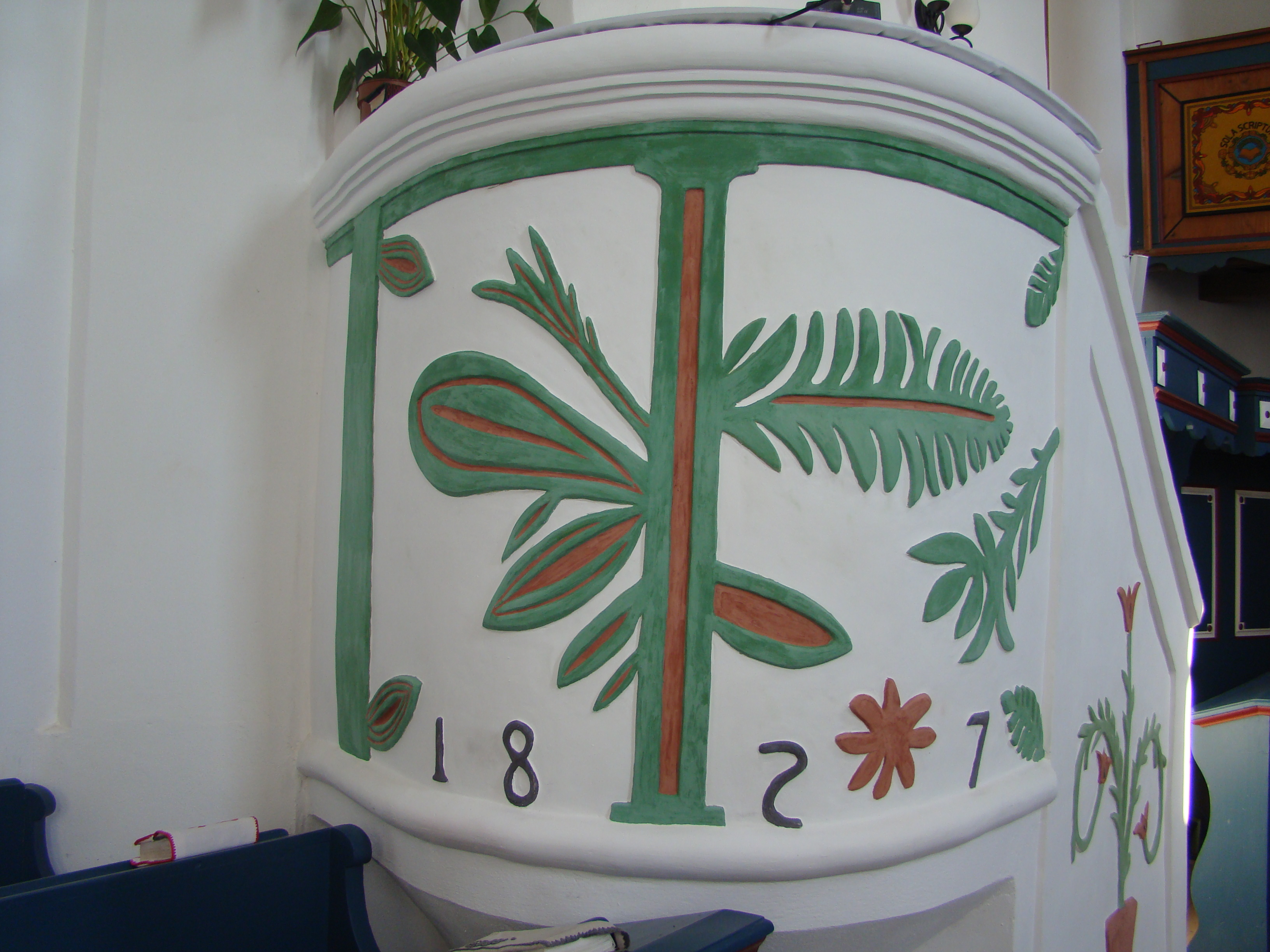
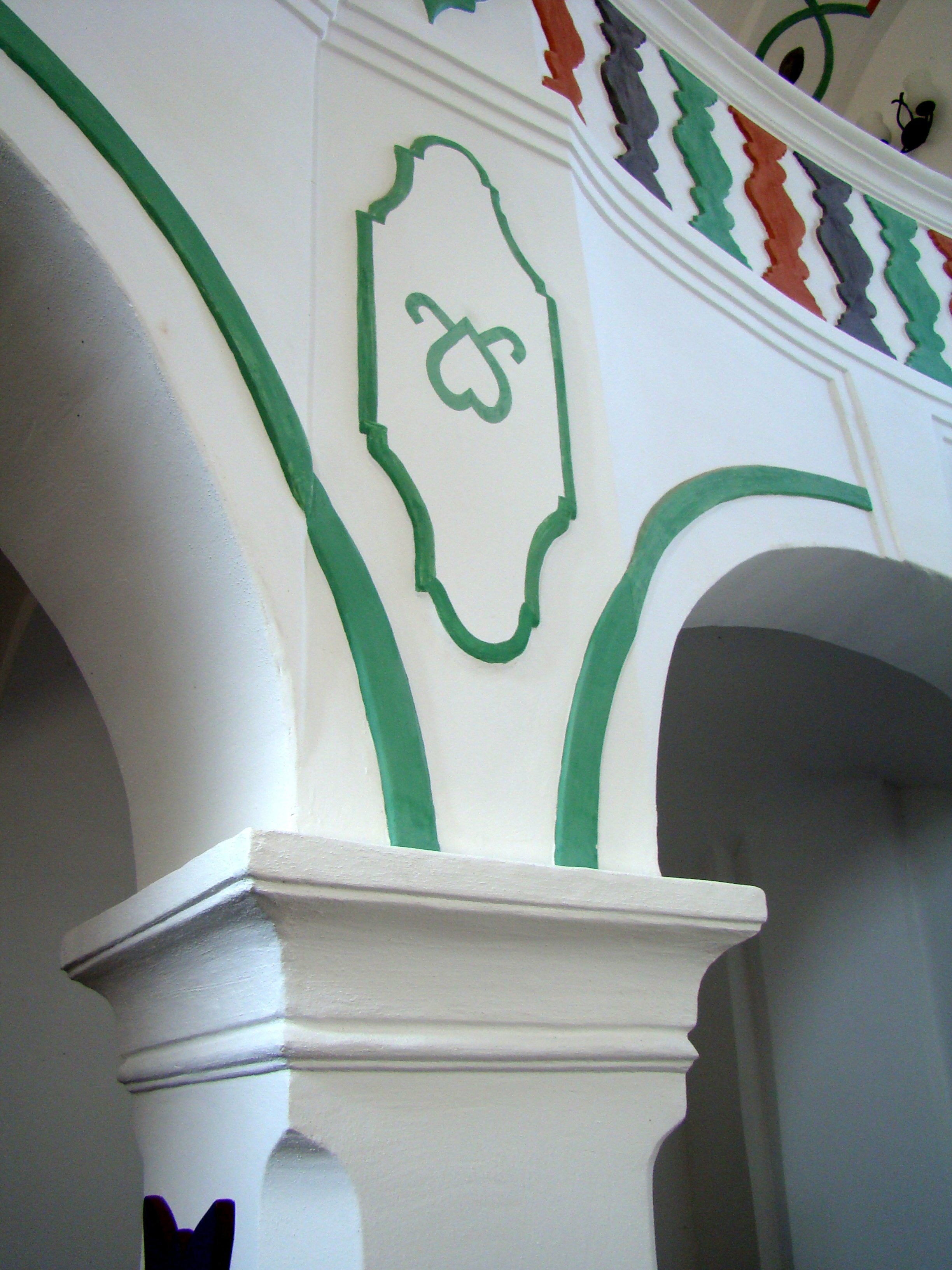
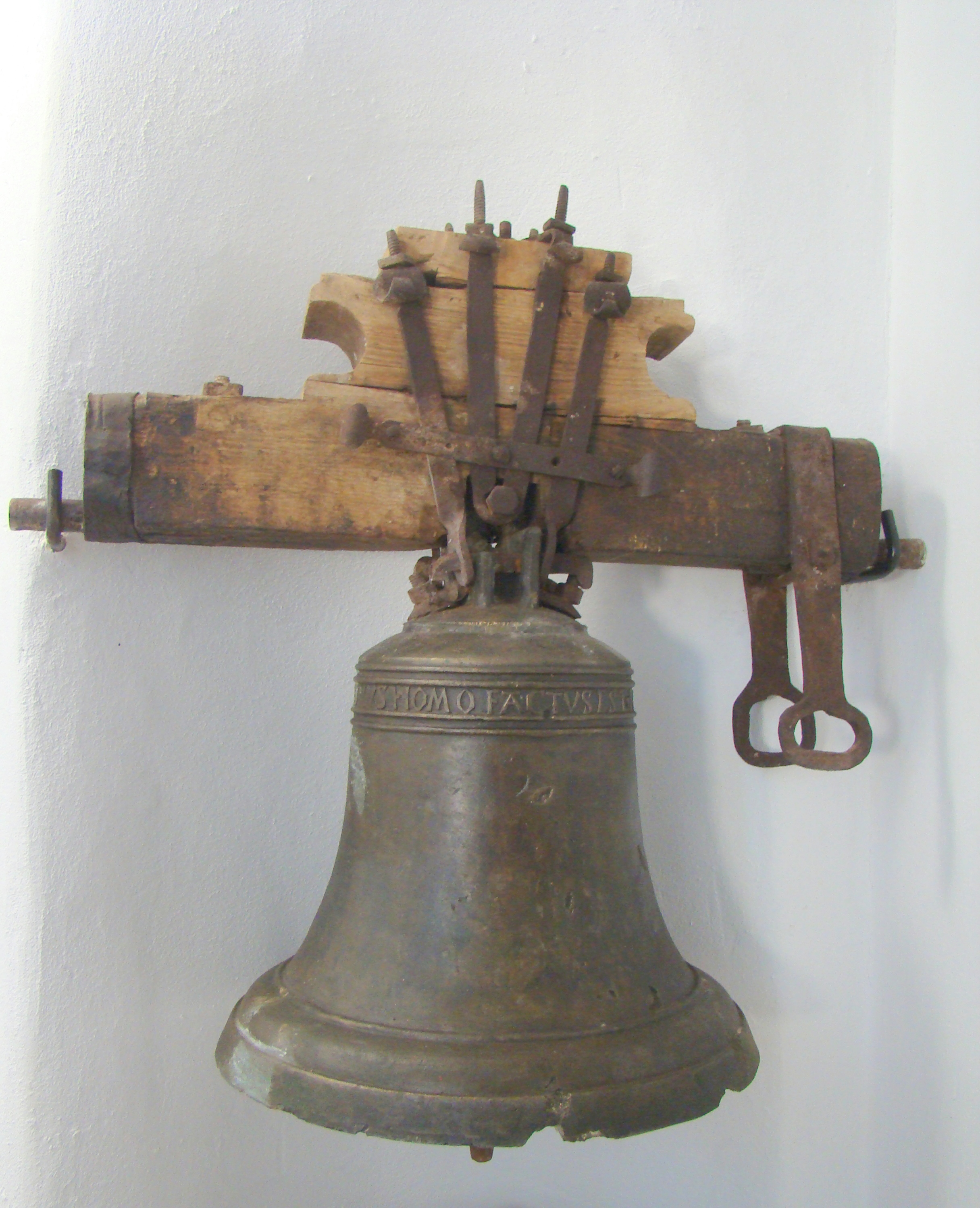
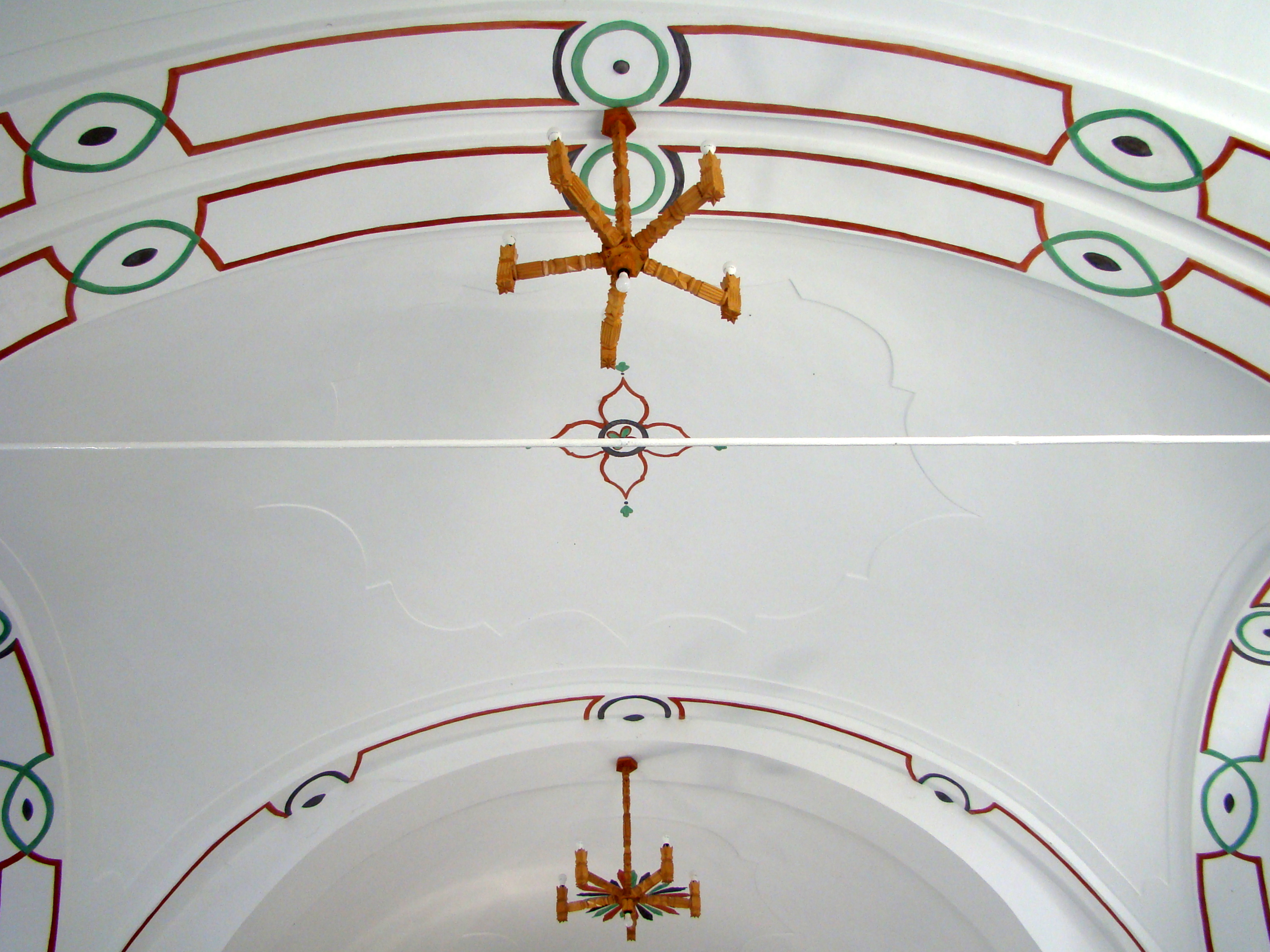
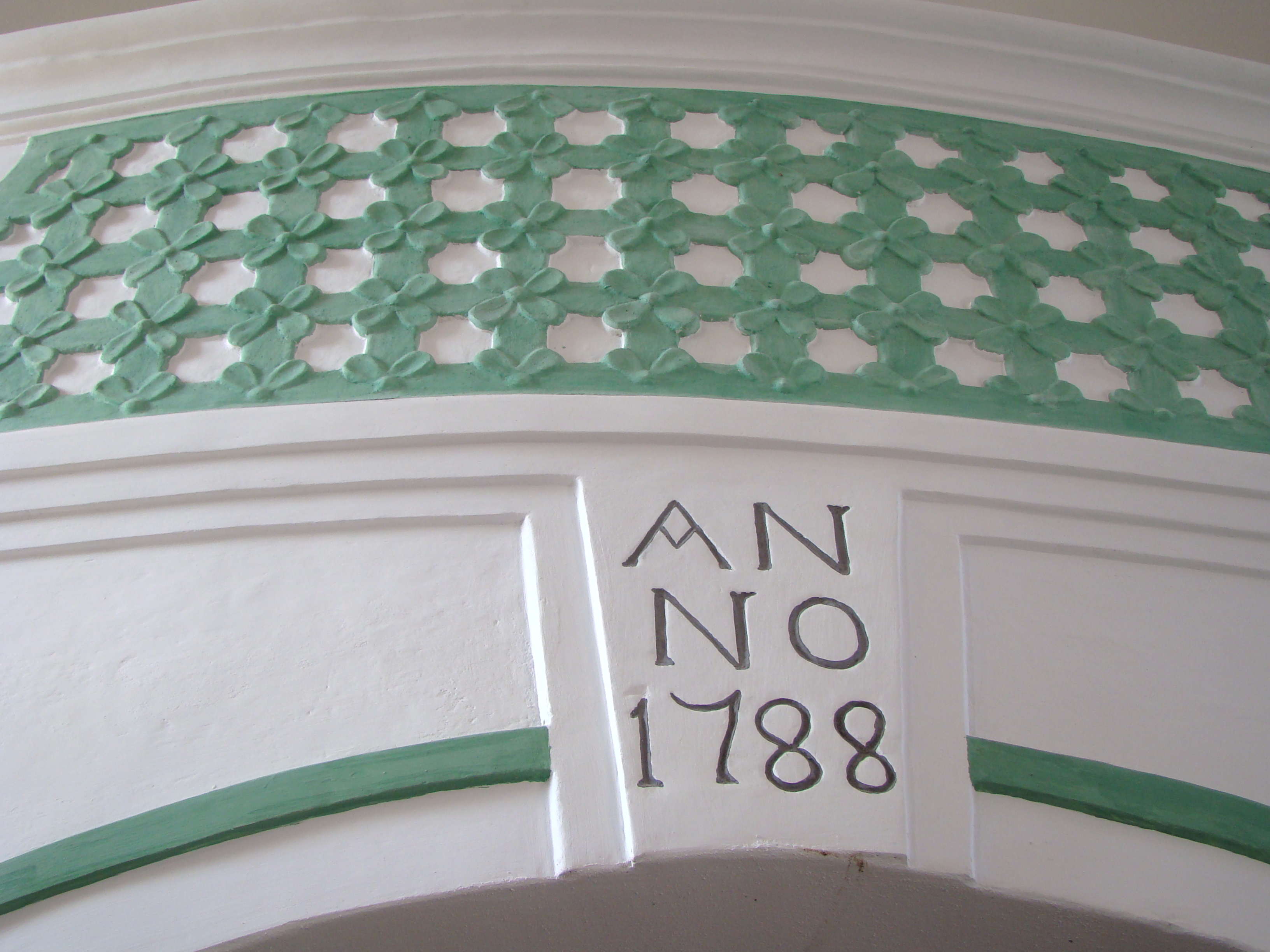
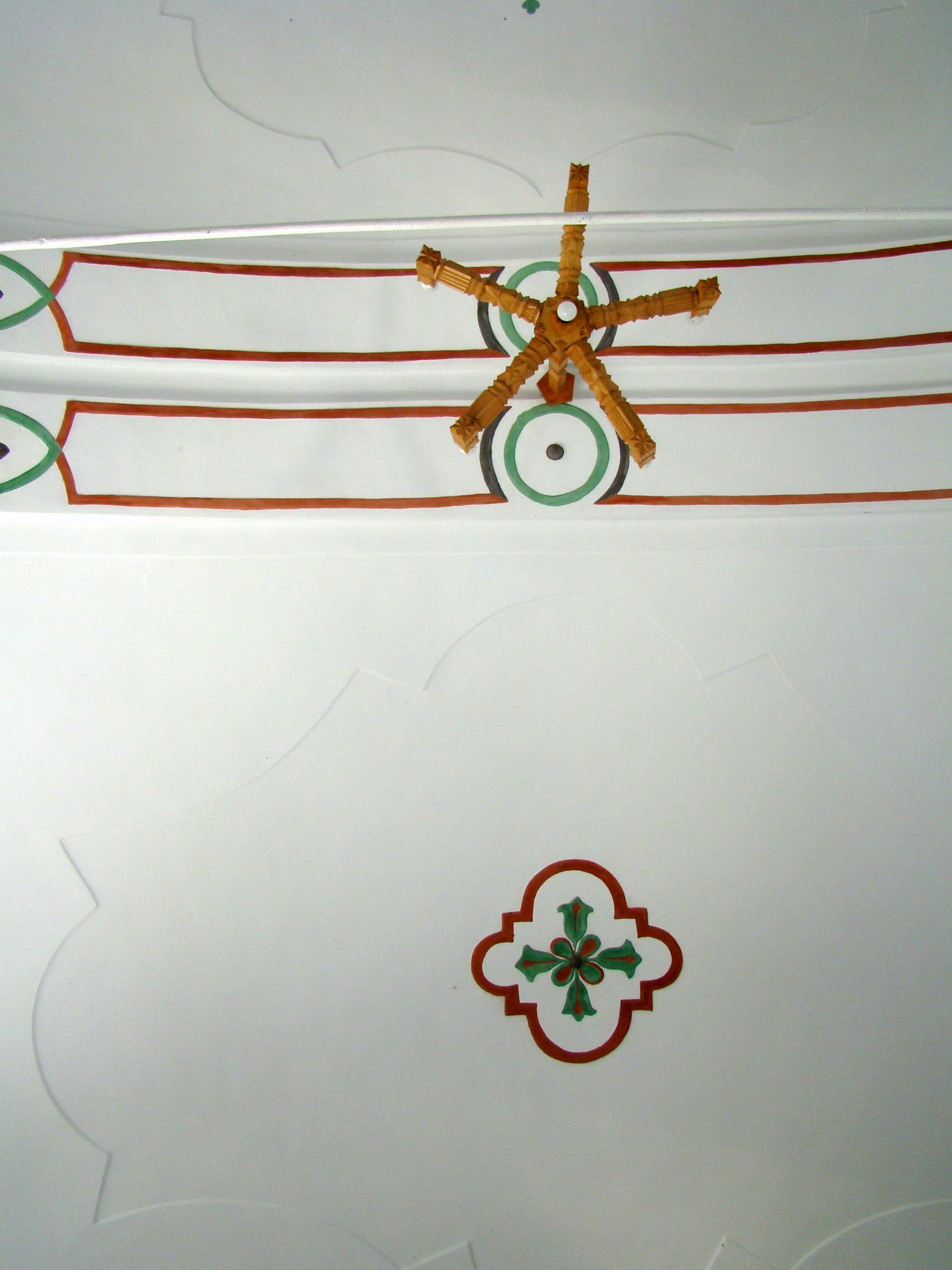
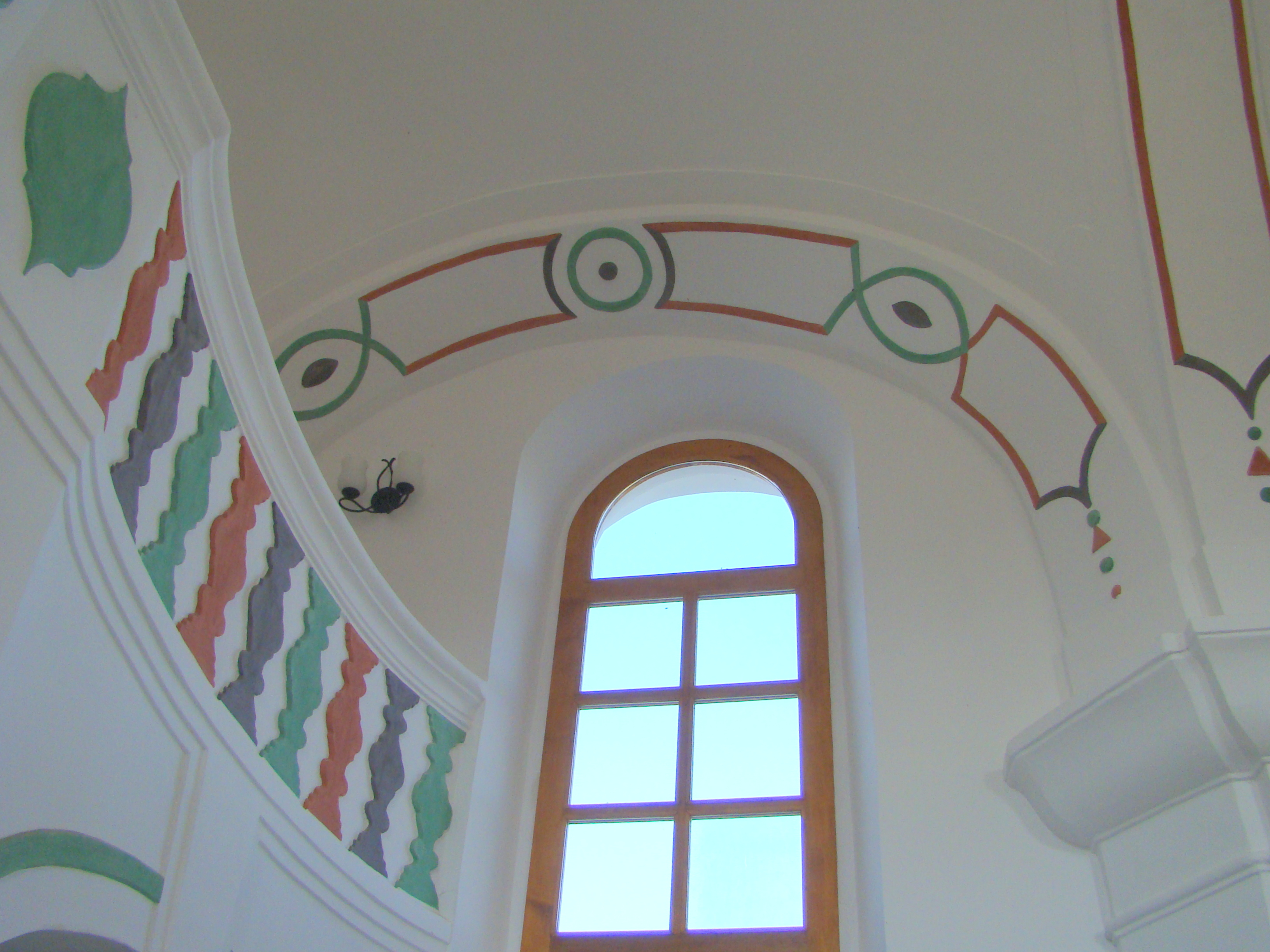
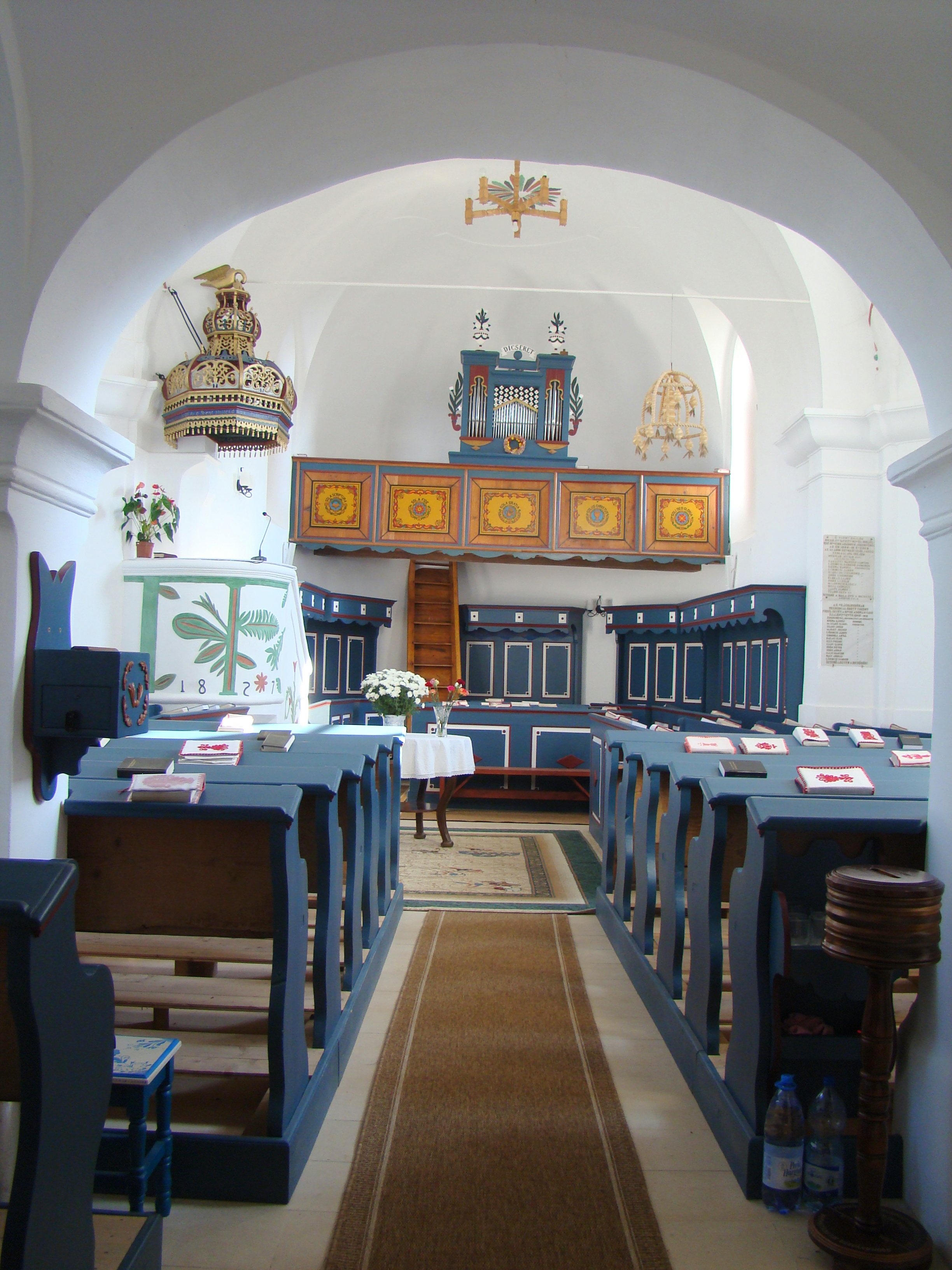
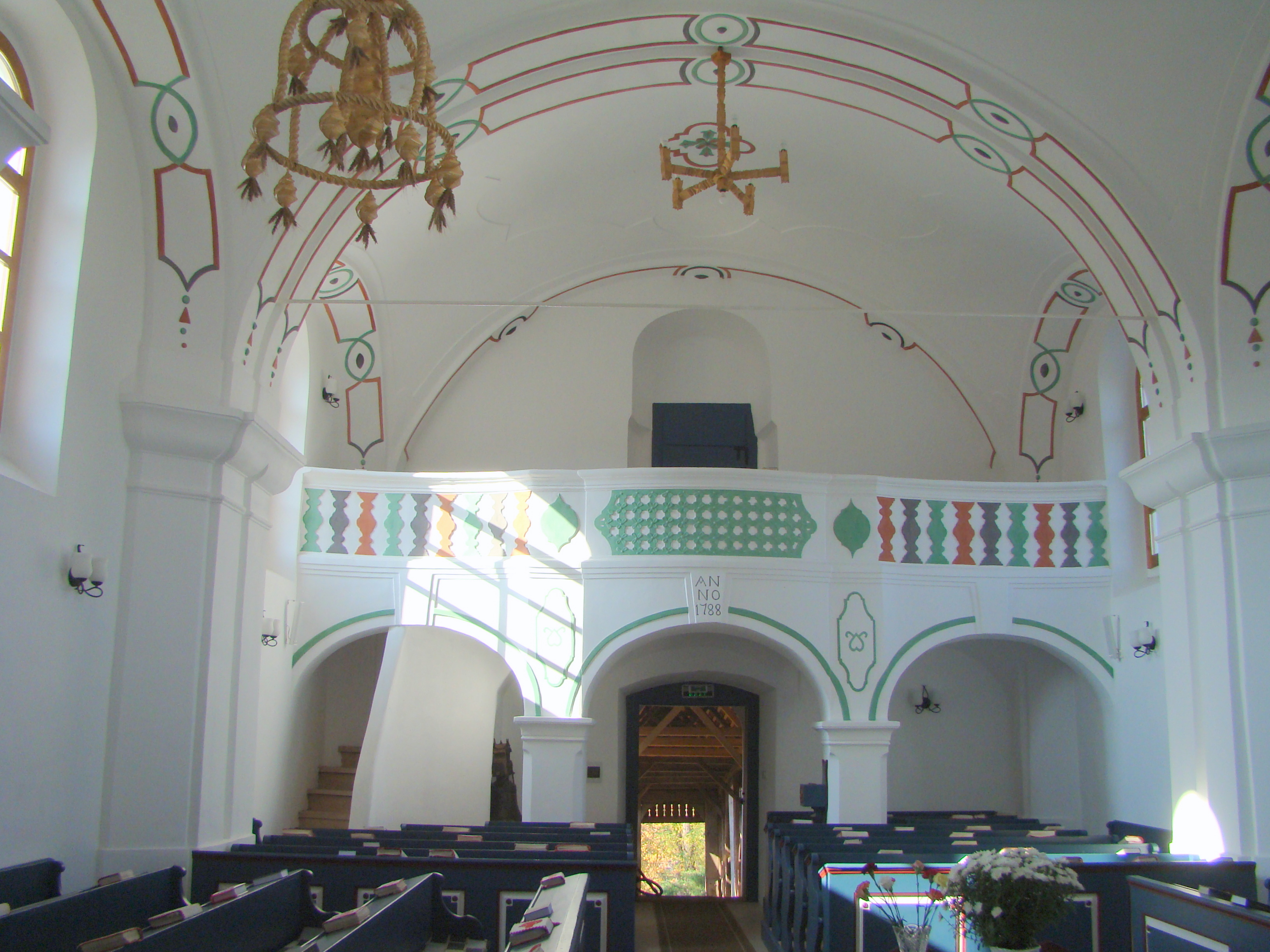
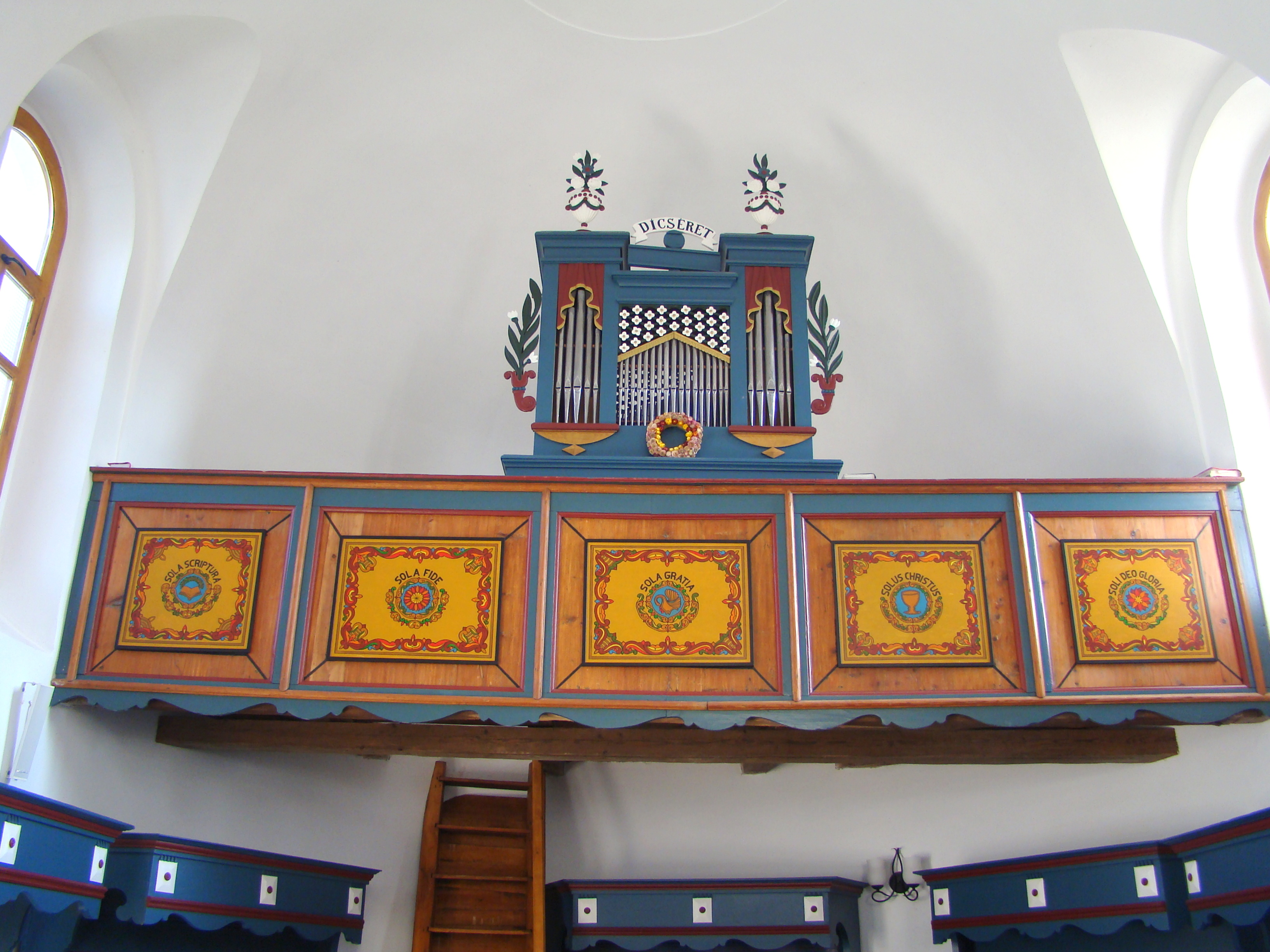
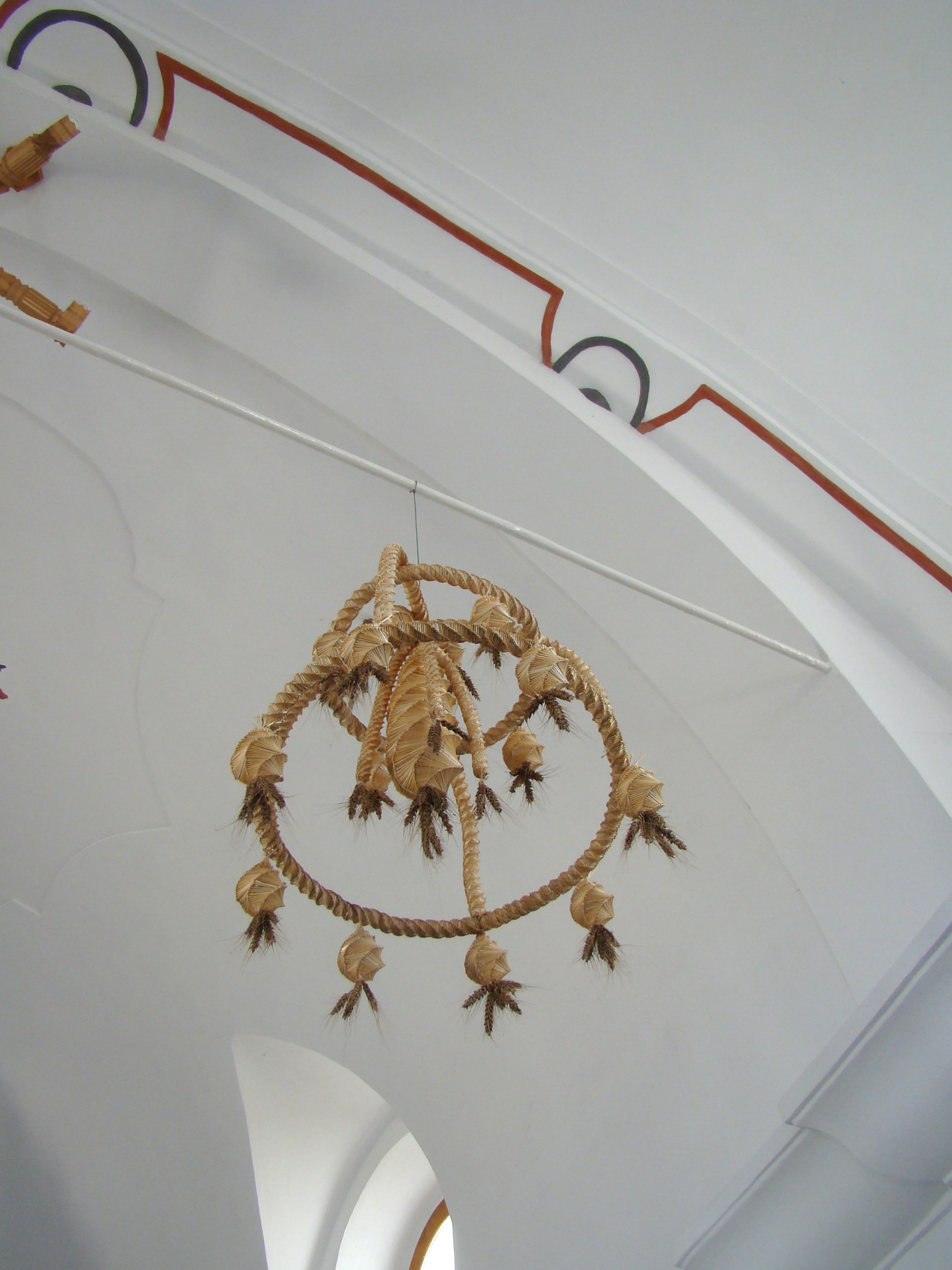
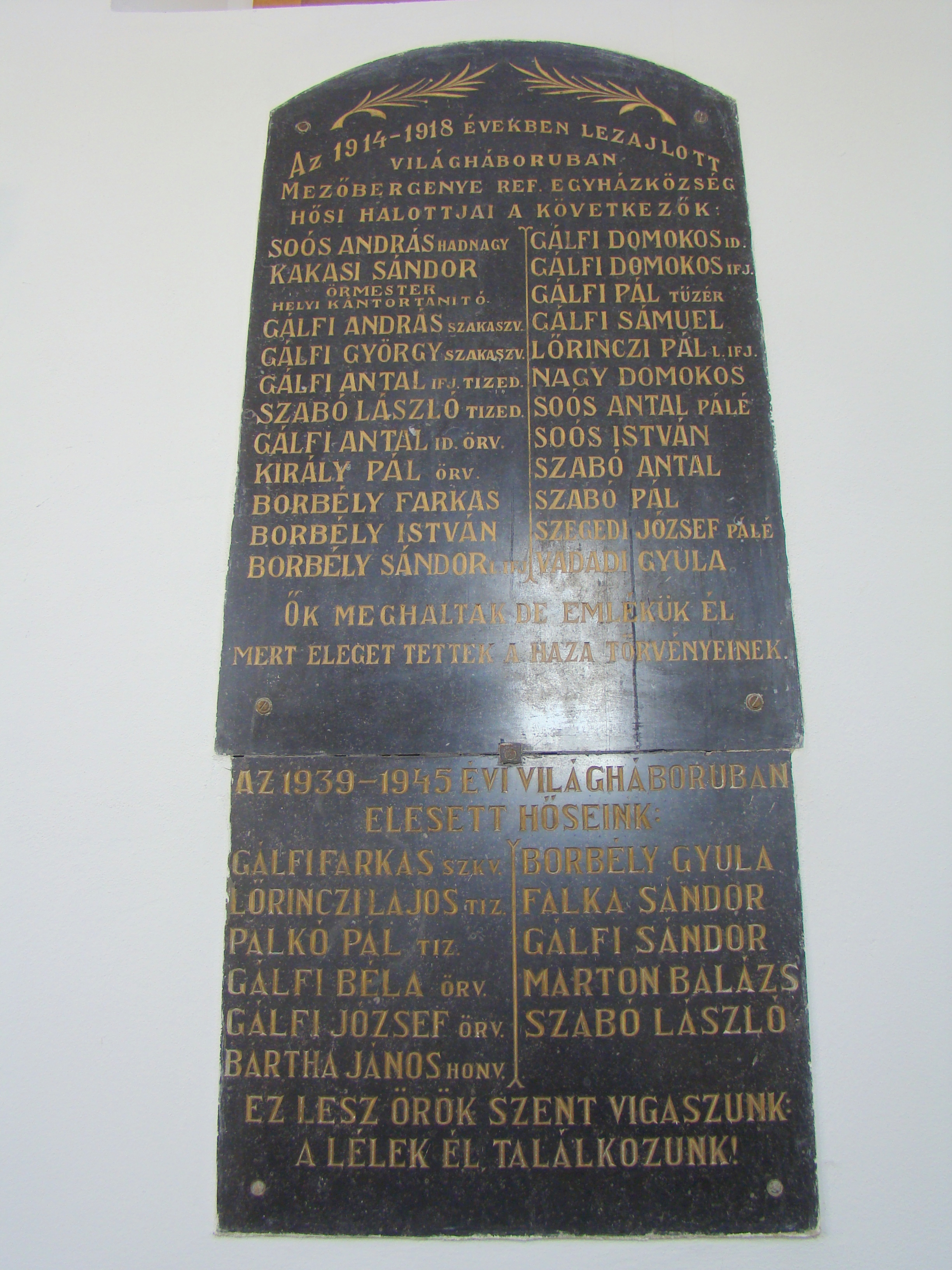
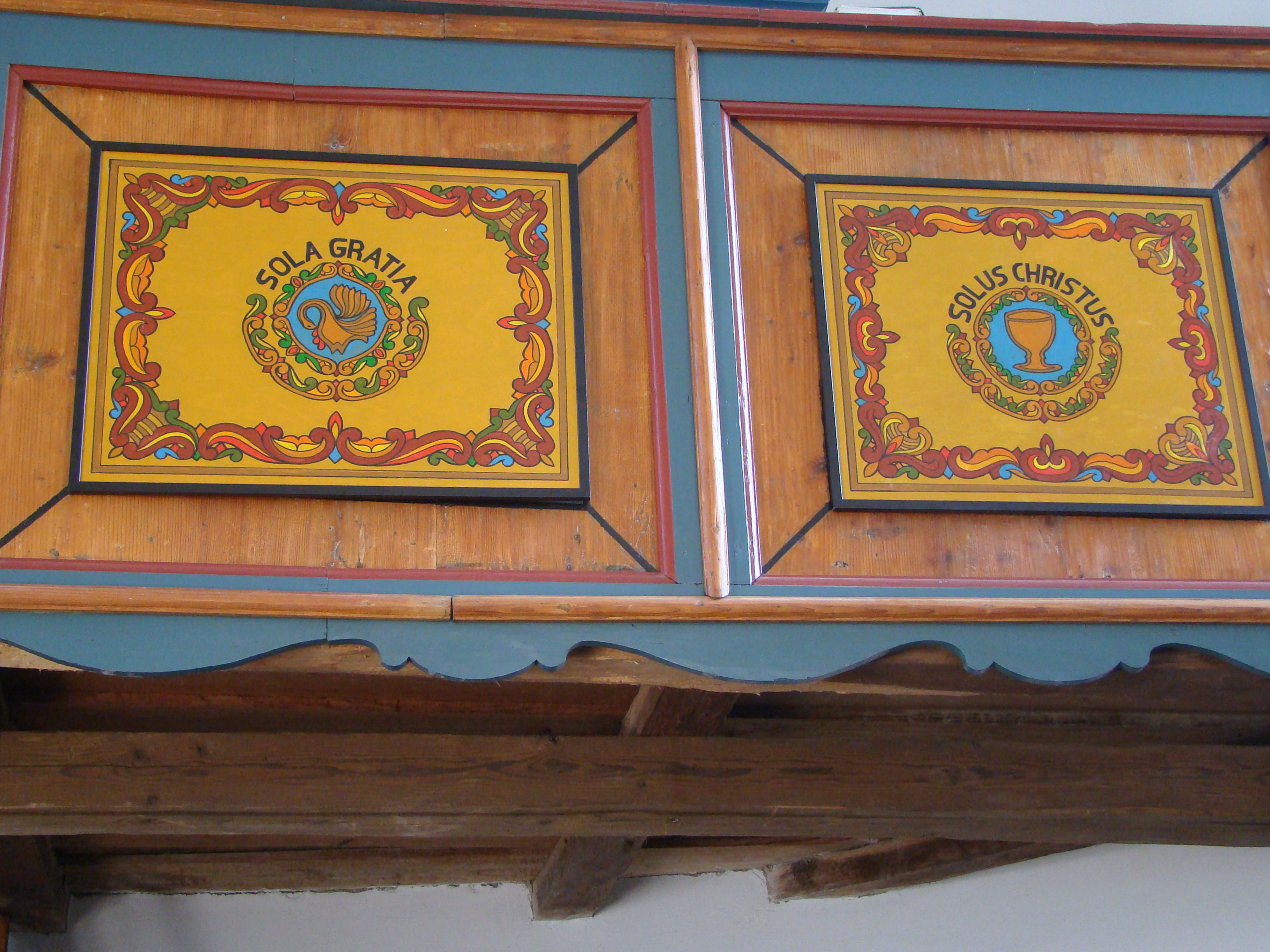
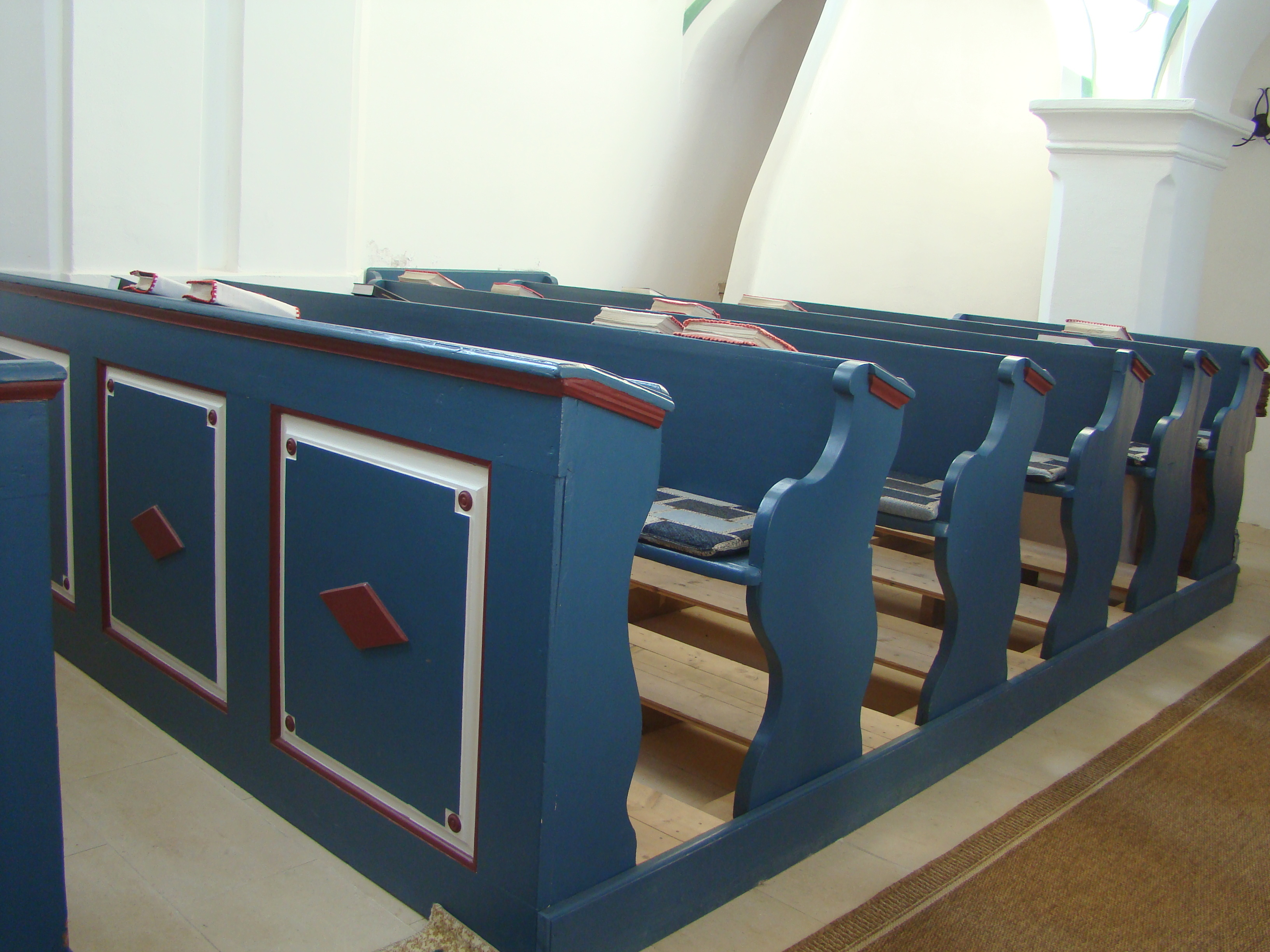
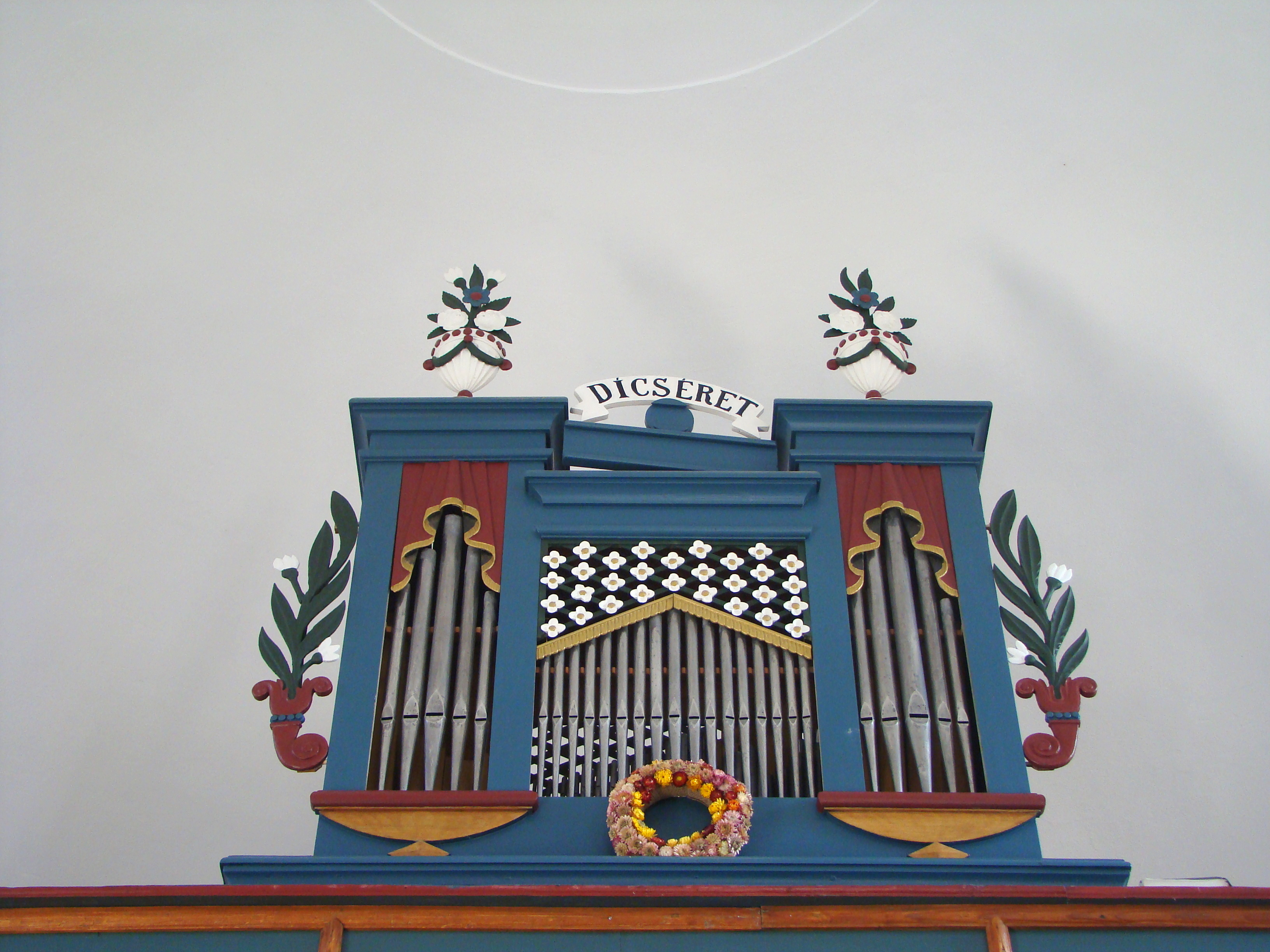
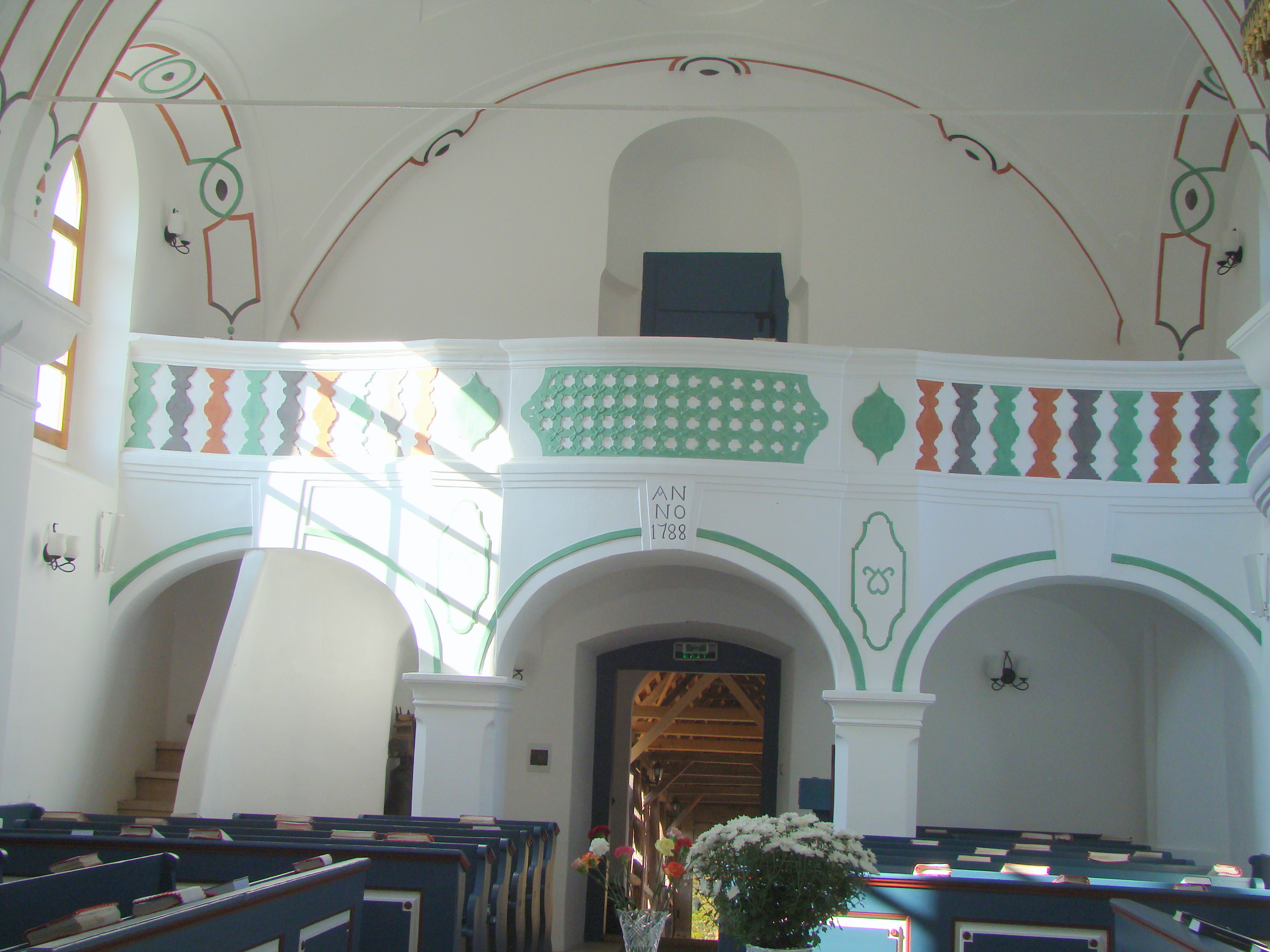
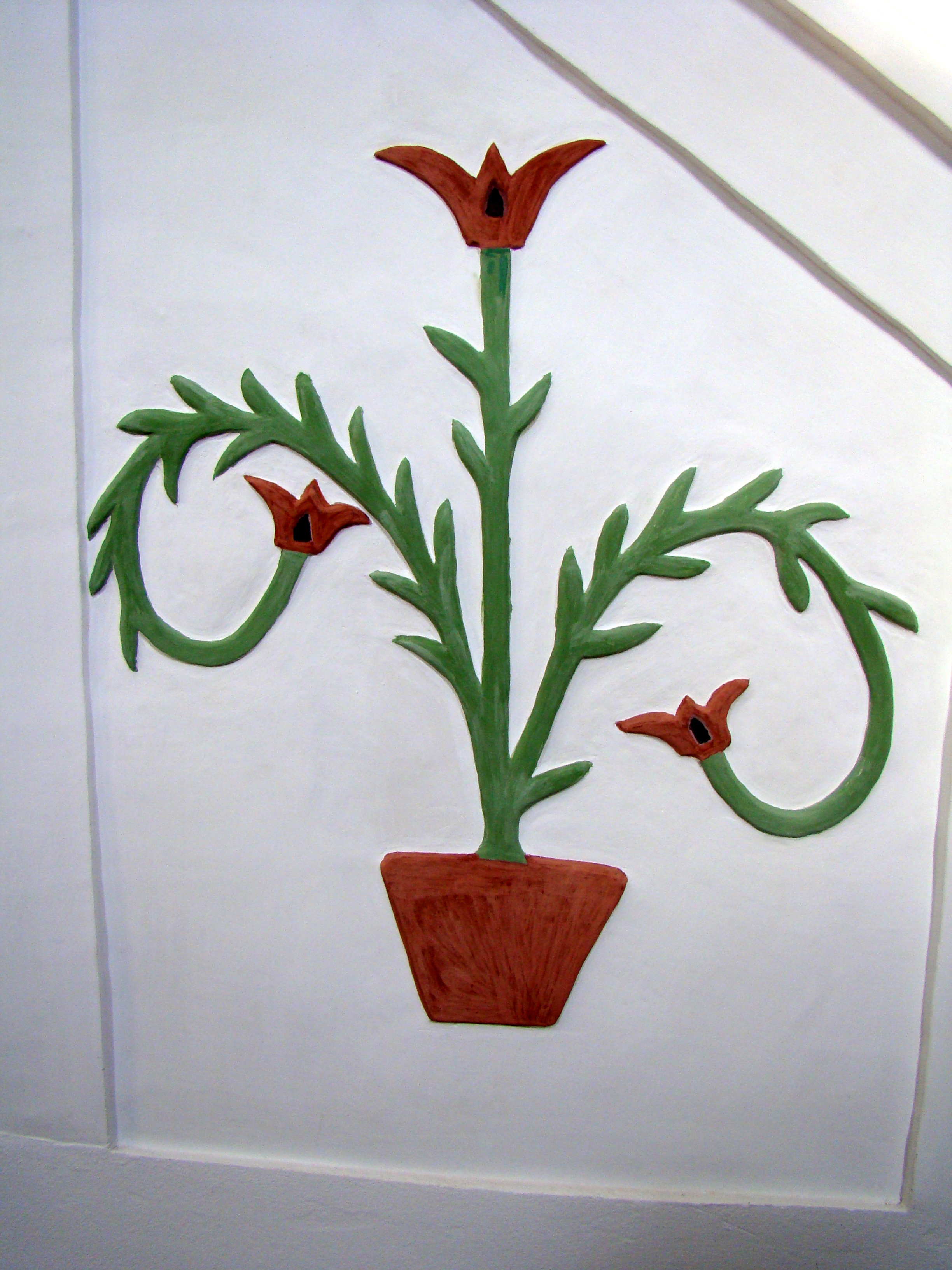
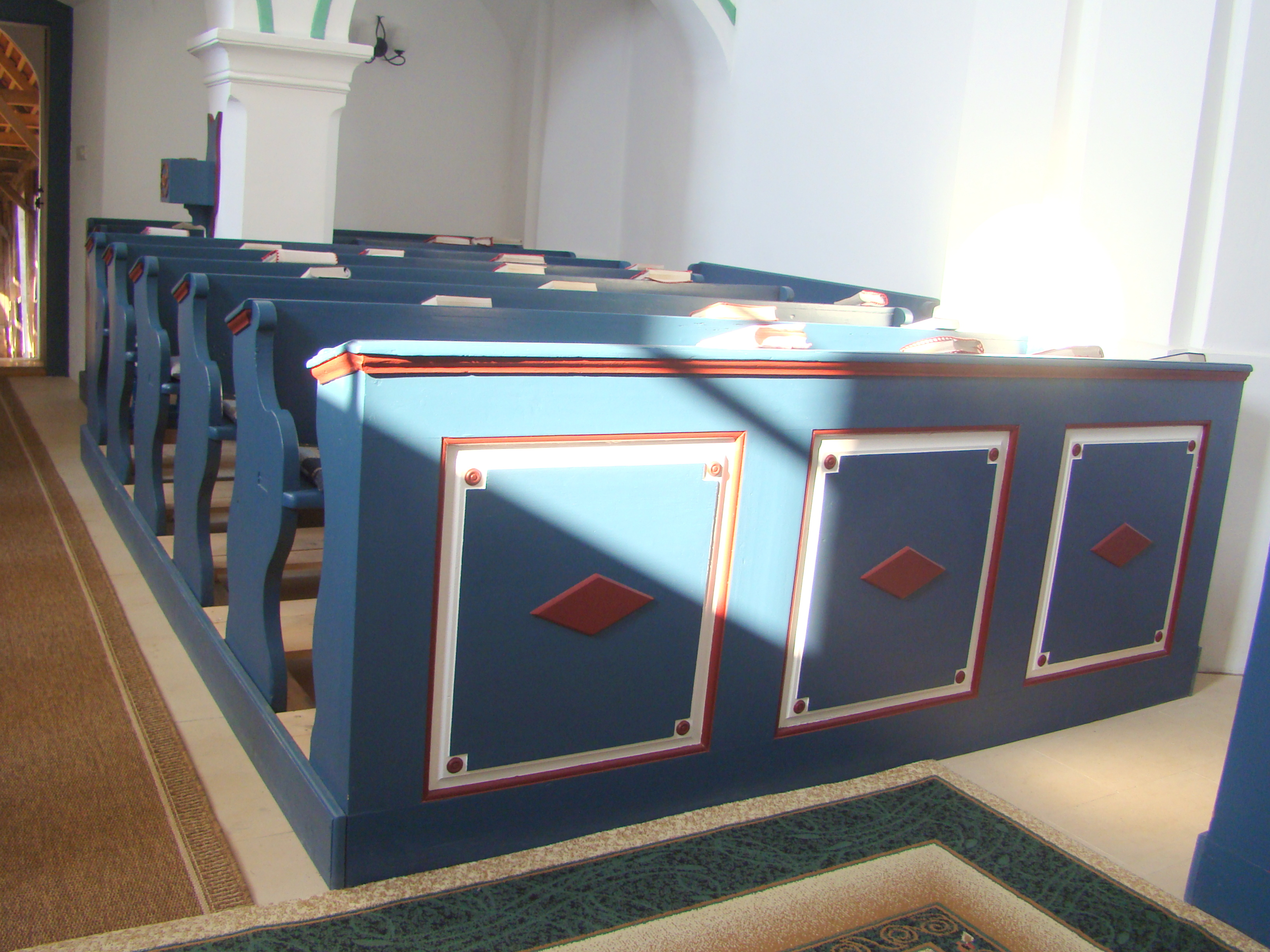
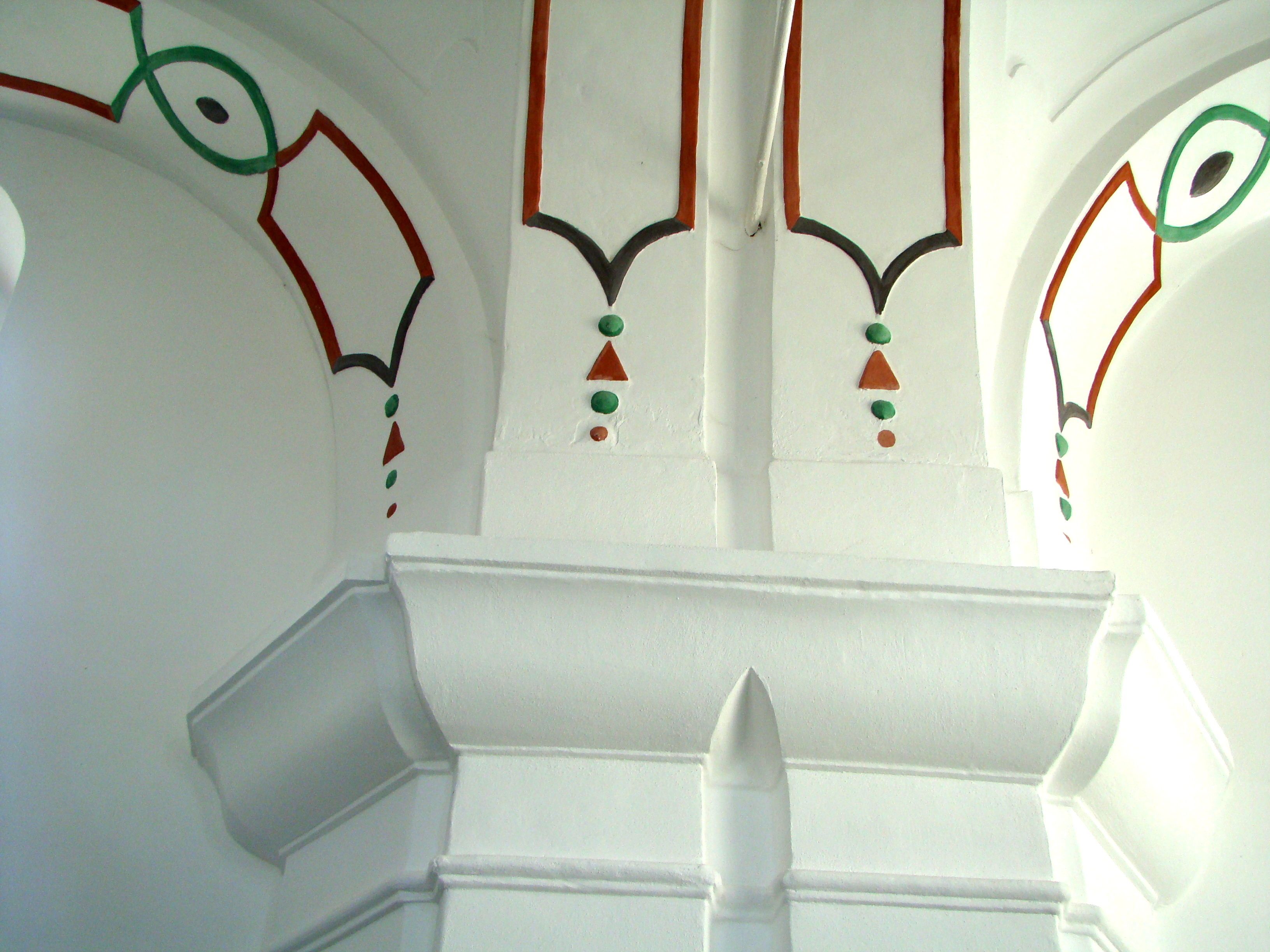
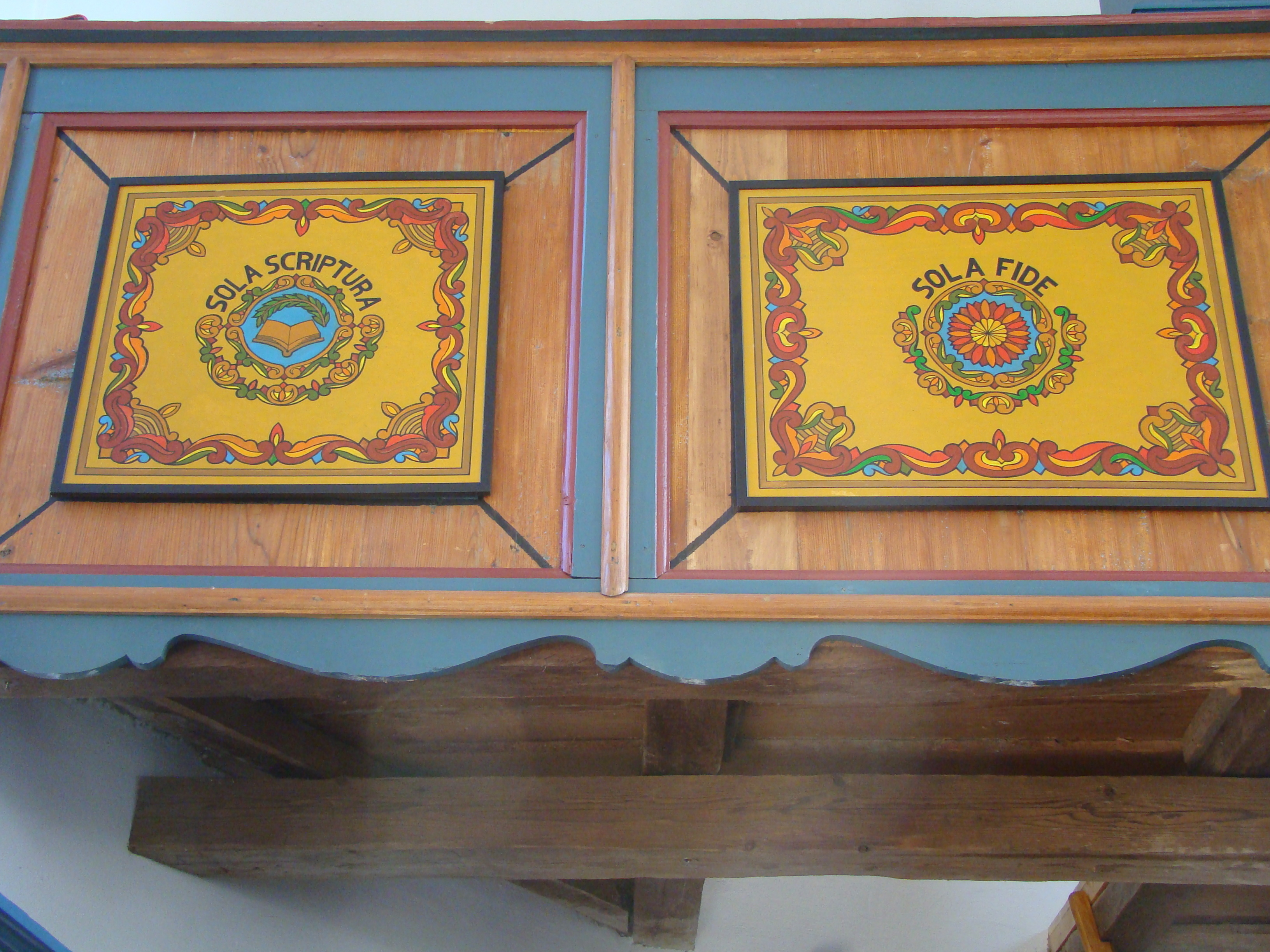
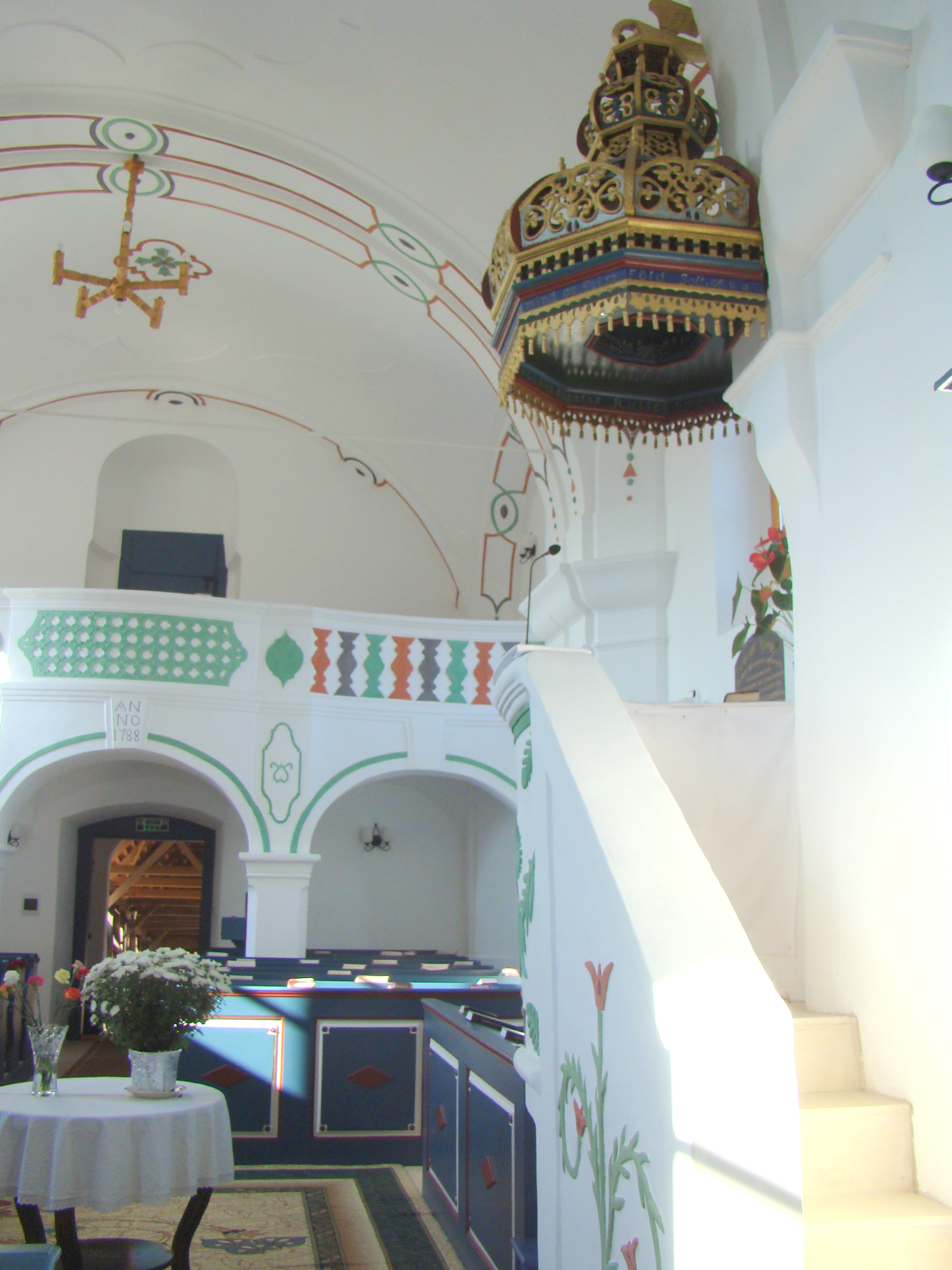

## Vezi și
- Berghia, Mureș